# Cibulka (Košíře)

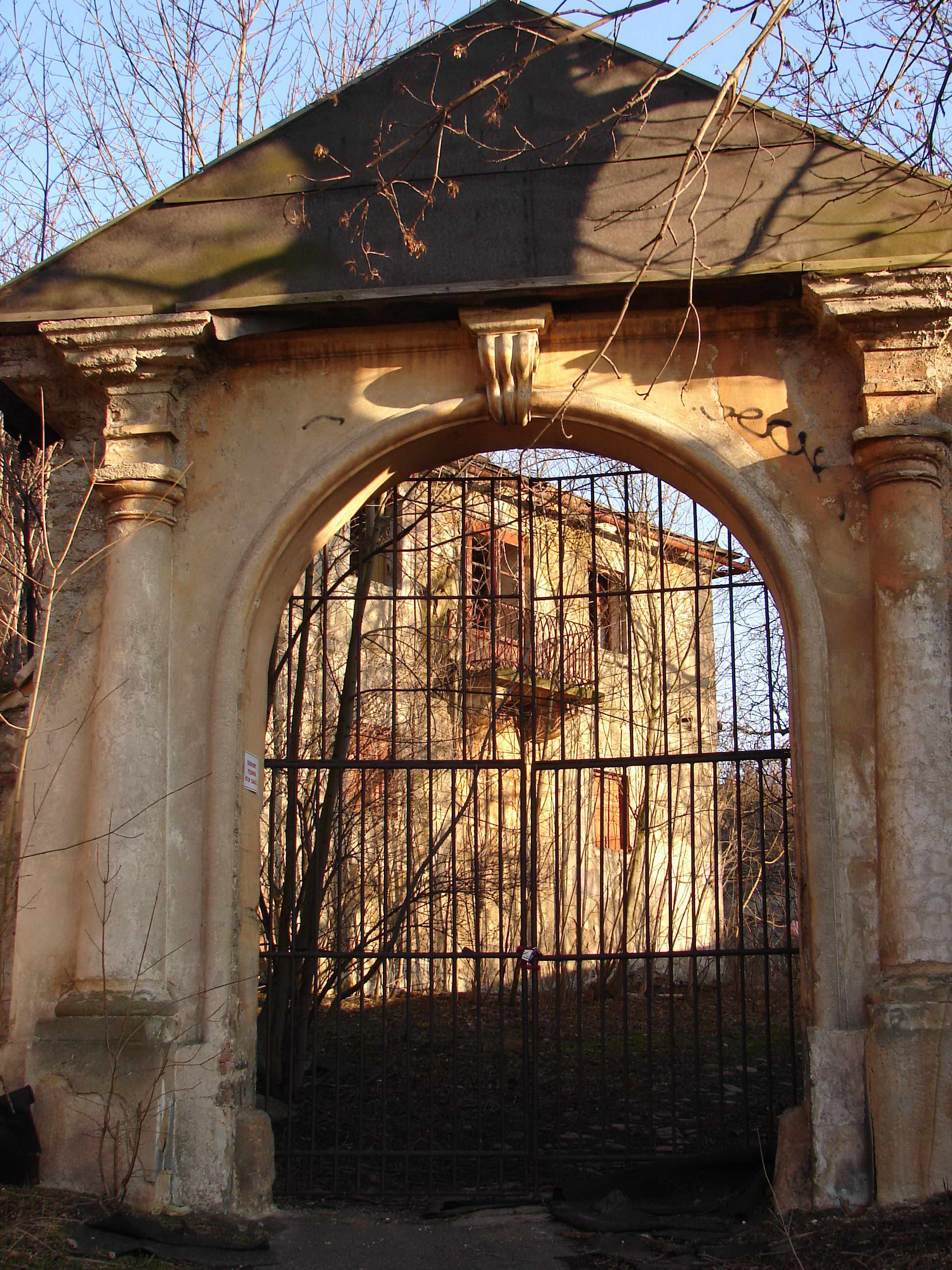
Usedlost Cibulka v Praze 5 – Košířích

Usedlost Cibulka (původně množné číslo, tedy Na Cibulkách) se nachází v Praze 5, v části zvané Košíře. Svou nynější podobu empírového zámečku získala v první třetině 19. století. Celý komplex je tvořen hlavní budovou, hospodářskými budovami a stájemi. V přilehlém, romanticky upraveném areálu stejnojmenného lesoparku se nachází řada cenných děl od významných pražských umělců počátku 19. století.

## Historie
Cibulka má velmi bohatou historii, která se datuje již od 14. století. Významným přelomem se však stal rok 1817, kdy se novým majitelem stal poslední pasovský kníže-biskup Leopold Leonhard Raymund z Thun-Hohensteinu, který se rozhodl pro radikální přestavbu celého areálu. Po jeho smrti však Cibulka vyhořela, postupně začala chátrat a upadla do bezvýznamnosti.

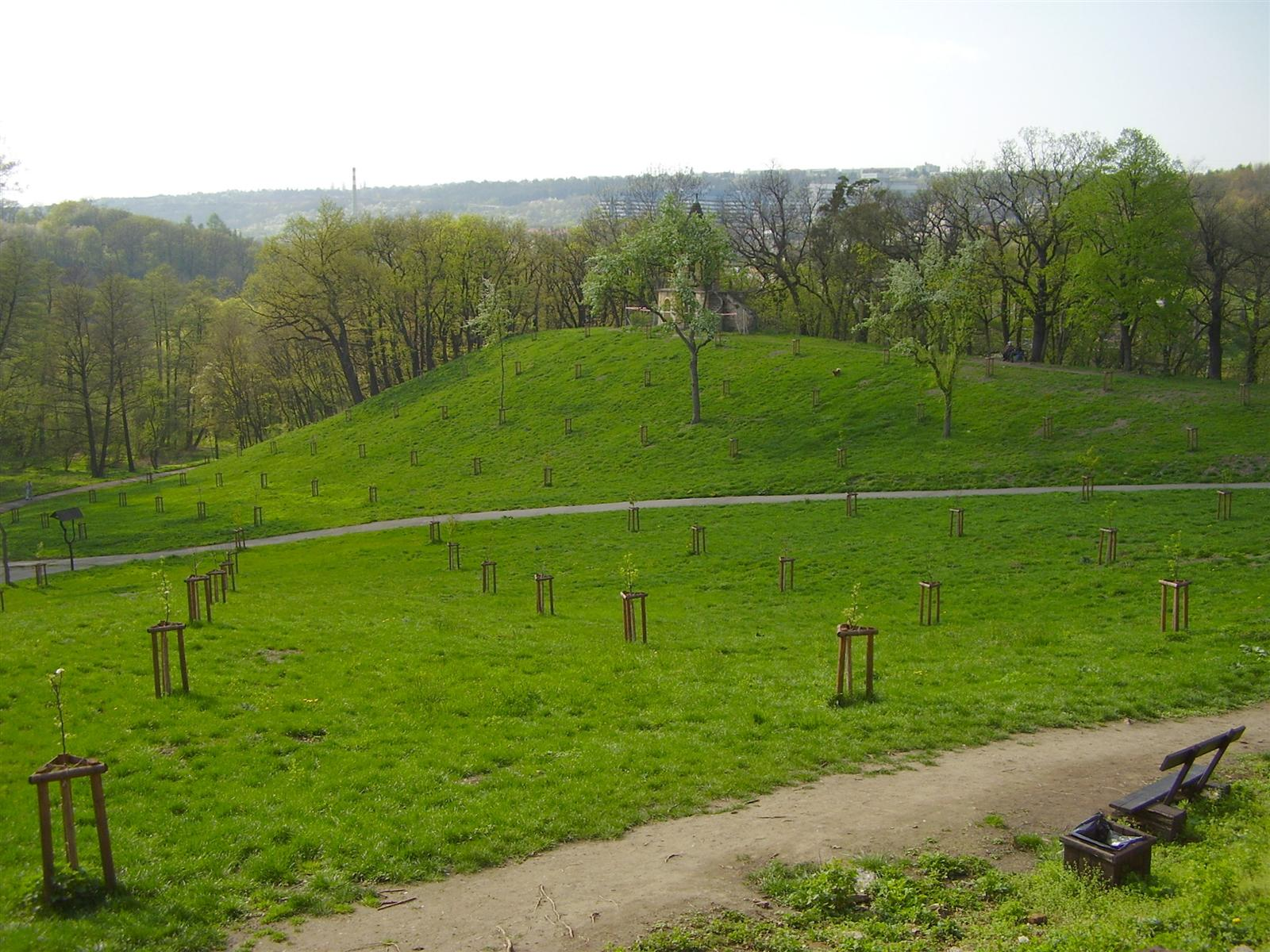
Pohled na park v okolí usedlosti a Čínský altánek

Název Cibulka se přenesl na celý lesopark Cibulka i na blízkou kolonii rodinných domků na jižním košířském svahu, jihovýchodně od usedlosti Cibulka, kolem serpentiny ulice V Cibulkách. Název Cibulka nesla v letech 1872–1938 též dnešní železniční zastávka Praha-Stodůlky. Roku 1929 byla u čtvrti Cibulka zřízena zastávka Cibulka kolonie, která nyní nese název Praha-Cibulka.

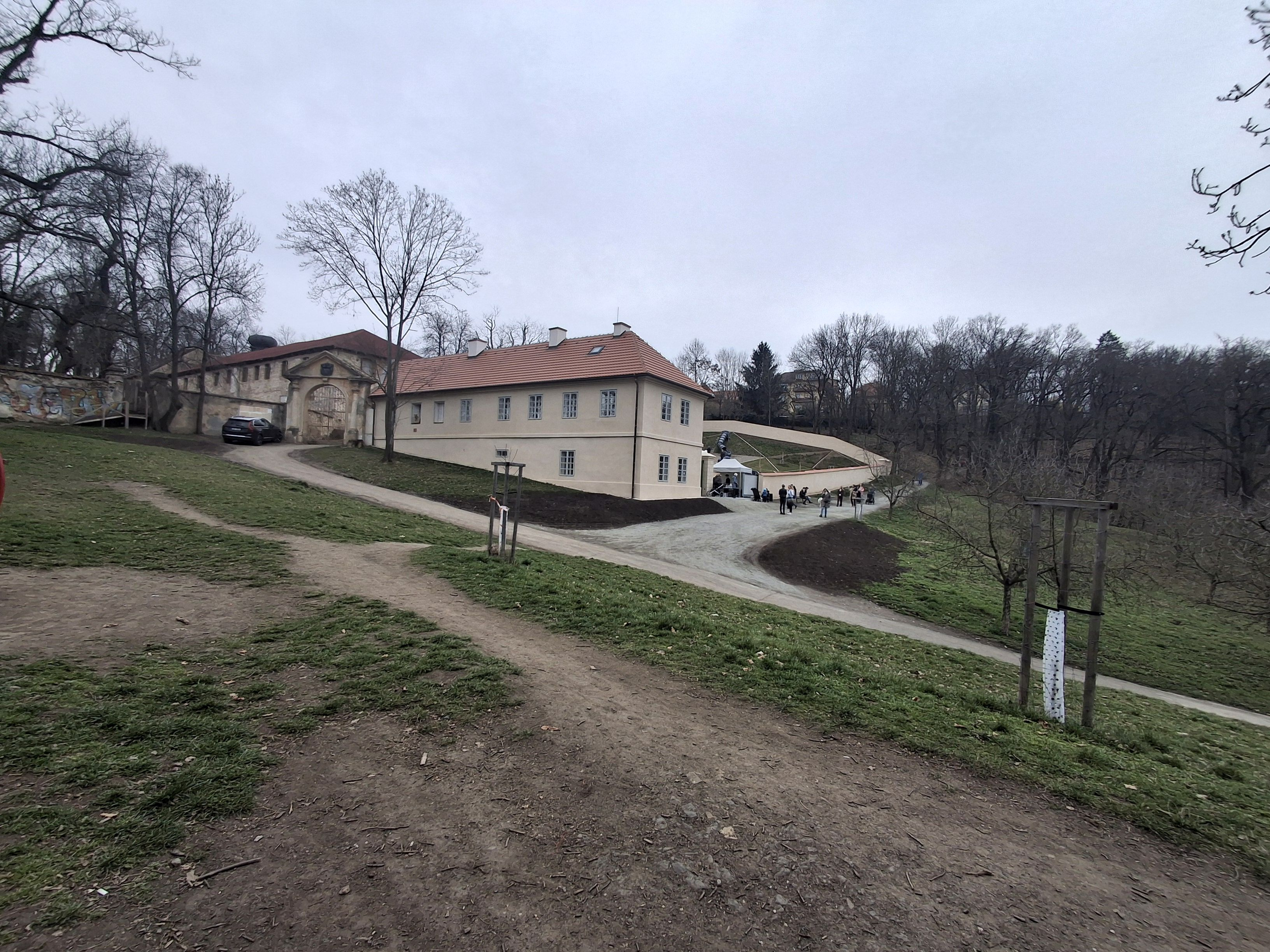
Café Cibulka, slavnostní otevření (2025)

### Historie do roku 1817
Nejstarší zmínky o usedlosti v okolí dnešní Cibulky pochází ze 14. století. Oblast patřila v této době Jindřichu Názovi, písaři dvorní kuchyně Karla IV. V 16. století se stala majetkem rodu Cibulkových z Veleslavína, kteří poskytli své jméno nejenom usedlosti, ale i celé přilehlé oblasti. Malé hospodářství bylo sice rozšířeno o několik políček a ovocný sad, nejdůležitější částí však byly vinice, kterými byla oblast dnešních Košíř vyhlášená.
Během třicetileté války byla Cibulka značně poničena a později dokonce naprosto zpustla. Právě v takovém stavu usedlost roku 1681 koupil univerzitní profesor Johann Georg von Funcke. Zbudoval nový ovocný sad a celou oblast znovu obnovil. Dalšími majiteli byli například Karel Schönfeld, pokladník berního úřadu, nebo měšťan Vojtěchovský, který na Cibulce povolil schůze evangelických věřících pronásledovaných jezuity.
V důsledku průchodu vojsk Bavorů, Sasů a Francouzů v době války o rakouské dědictví byla Cibulka, stejně jako celá okolní oblast, velmi poničena. Roku 1758 byla zakoupena Filipem Krakovským Kolovratem pro úřad pražského purkrabího, kterému patřila až do roku 1817, kdy se stala majetkem Leopolda Leonharda Raymunda Reichsgrafa Josepha Thun-Hohensteina, posledního knížete-biskupa pasovského, který byl nejen milovníkem a štědrým mecenášem umění, ale především jedinečnou osobností.

### Historie mezi lety 1817–1826

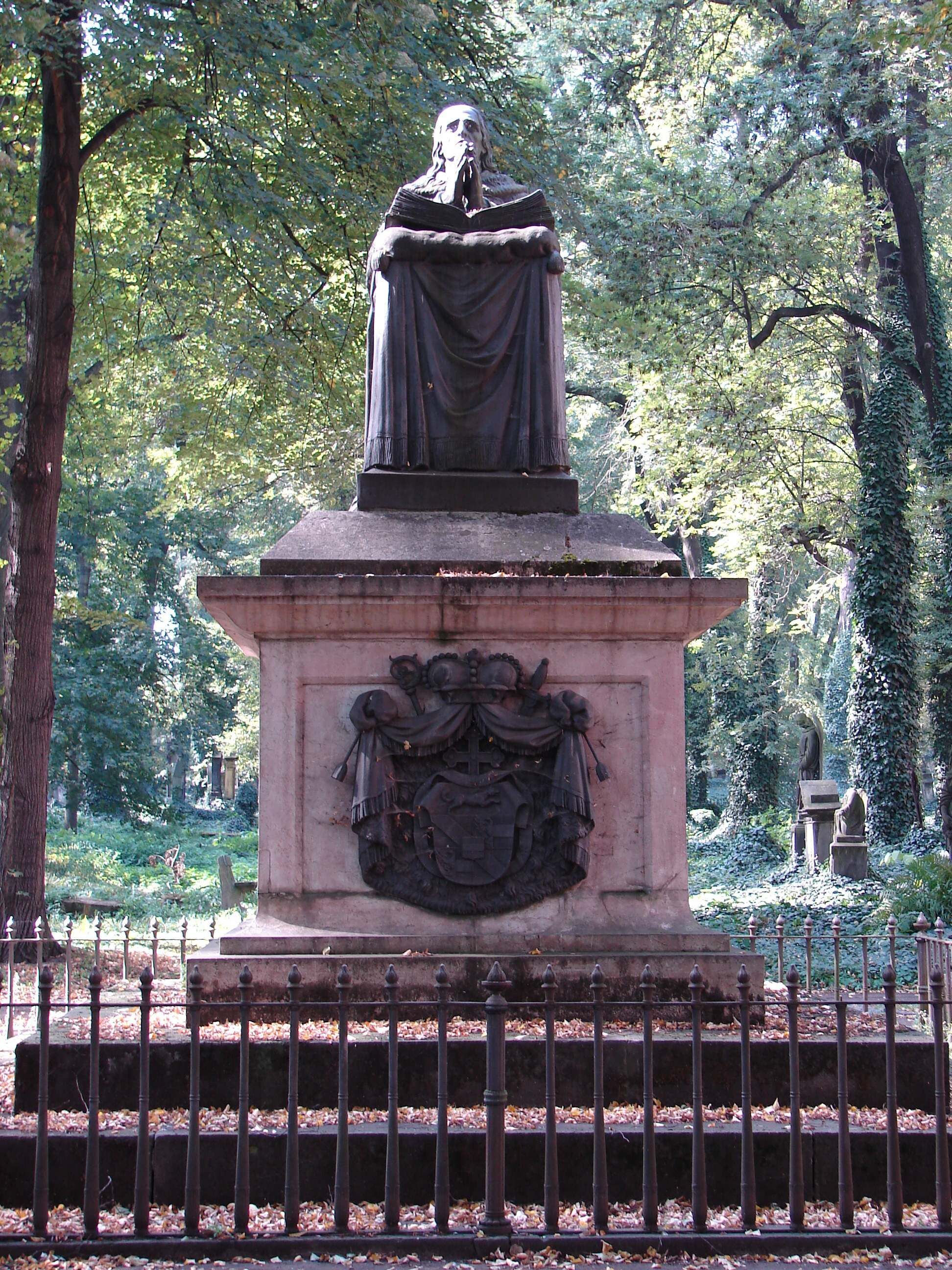
Náhrobek Leopolda Leonharda Thuna na Malostranském hřbitově je považován za vrcholné dílo sochaře Václava Prachnera

V roce 1817 nastává pro Cibulku zásadní zlom. Za 112 000 zlatých je totiž koupena pasovským biskupem Leopoldem Leonhardem Raymundem říšským hrabětem Josephem Thun-Hohensteinem, který v důsledku napoleonských válek přichází o titul knížete pasovského. Nadále však byl církevním představitelem rozděleného pasovského knížectví, a protože odmítal v Pasově za těchto podmínek nadále zůstat, dostal se do sporu se samotným Vatikánem. Přestože byl původem z Děčína, rozhodl se, že svá poslední léta stráví v Praze, a to právě zde, na Cibulce.
Leopold Leonhard Thun nechal celý komplex radikálně přestavět. Usedlost tak získala podobu empírového zámečku. Hlavní patrová dvoutraktová budova byla rozšířena, doplněna o několik stájí a hospodářských budov. Přímo na hlavním dvorci byla umístěna empírová kašna, několik menších romantických stavbiček a zajímavé kamenné holubníky-psince. Soukromé zahrady biskupa Thuna, jejichž nejhezčí části se říkalo „Tajná zahrádka“, stejně jako celý areál, zahrnovaly spoustu architektonických a kamenných dílek. Mezi ty nejzajímavější patří například Toskánský sloup, Práchnerova stéla, nedochované sošky Číňanů, zahradní altánky, bazénky a kamenné terasy.
Zámeček doplňoval dokonale promyšlený a esteticky vyvážený anglický park a lesopark. Všechny tyto část tvořily naprosto jednotný celek, který je dodnes obdivován spoustou odborníků a považován ze jeden z mála dochovaných příkladů pražské pozdně barokní villegiatury. Ačkoliv biskup na tvorbě celého jedinečného celku spolupracoval s celou řadou odborníků, je na každém kroku patrné, že vše je ovlivněno jeho osobností. Návštěvníci se ještě dnes, při každém kroku, cítí okouzleni okolní krajinou.
Leopold Leonhard Thun byl neuvěřitelně obdivuhodná osobnost. Díky prostředí, ve kterém vyrůstal a ve kterém se později v Pasově pohyboval, se stal typickým představitelem osvícenství. Byl hudebně nadaný, miloval Goetha, Schillera a Rousseaua, zajímal se o matematiku, fyziku, hrací strojky, lékařství, malířství, sochařství a Cibulku dokonce nechal osadit hromosvody. V Pasově zrušil trest smrti a zavedl povinnou školní docházku. Mimo to byl bezesporu i osobností romantickou. O tom svědčí celá koncepce parku, architektonické prvky jako umělá zřícenina, novogotická hájovna či poustevna. Vášnivě hrával karty o peníze a v posledních chvílích svého života se prý začal zajímat i o magii a nadpřirozené jevy.

### Historie po roce 1826

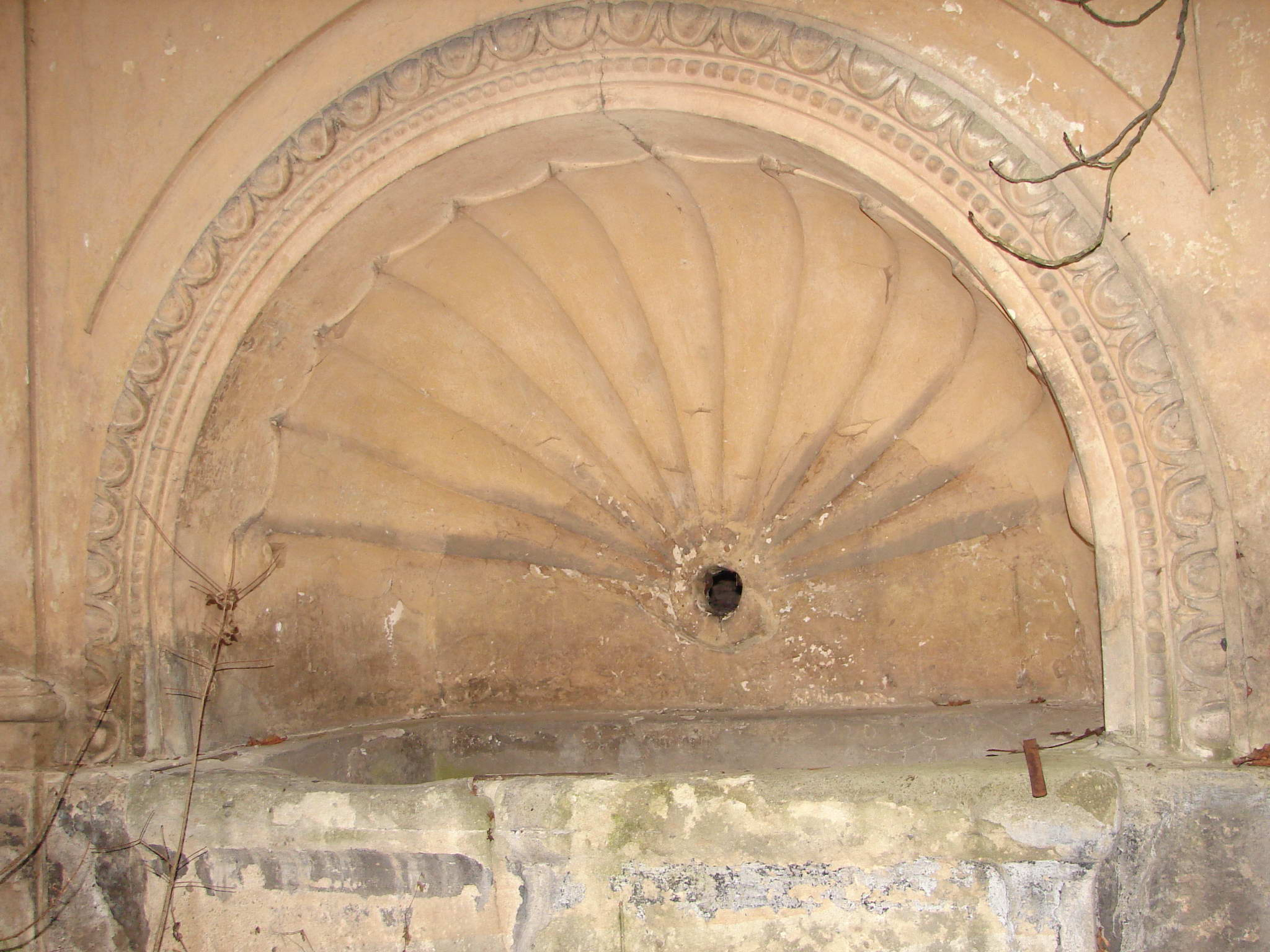
Empírová kamenná kašna s vějířovou konchou

Když Leopold Leonhard Thun 22. října 1826 zemřel, byl podle svého přání pochován na nedalekém Malostranském hřbitově. Cibulka ještě téhož roku vyhořela, a protože dědicové o zámeček nejevili zájem, začala záhy chátrat. Všechny pokusy a udržení usedlosti v původním stavu byly bezvýsledné. Nepomohlo ani dočasné zpoplatnění vstupu. Roku 1891 byl navíc park násilně rozdělen železniční tratí vedoucí ze Smíchova do Hostivic.

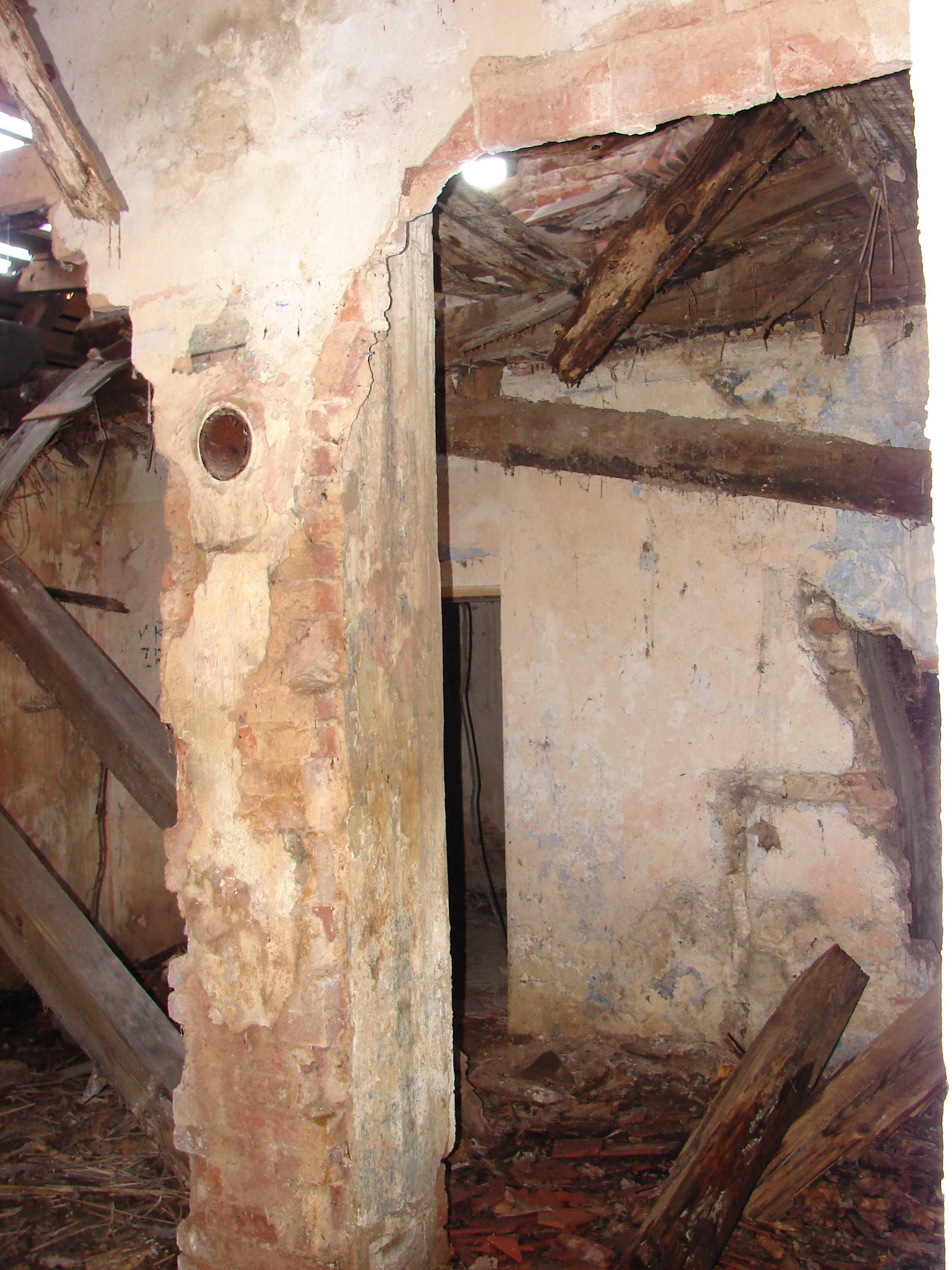
Interiér objektu v roce 2007

### Historie po roce 1900
Posledním soukromým majitelem Cibulky byl statkář Josef Hyross, který ji kvůli finančním problémům roku 1922 odprodal pražské obci. Zkáza celého jedinečného komplexu stále pokračovala. Zámeček se rozpadal, sochy byly kradeny a poškozovány, na volných plochách byla provedena necitlivá výsadba. V době socialistického režimu v 70. letech 20. století byly provedeny další hrubé zásahy a v rámci rozvoje byl postaven dřevěný altán.
Po pádu socialismu se otevřela i vyhlídka na eventuální obnovu areálu. Město však Cibulku dva roky před revolucí, roku 1987, prodalo České spořitelně. Polistopadový soukromý majitel, společnost Cibulka a. s., neměl na opravu objektu dostatek financí a usedlost dále chátrala.

### Historie po roce 2000
Do zásahu policie v květnu 2015 byla zanedbaná usedlost několik let obývána kolektivem squatterů. V dubnu 2021 společnost Cibulka a. s. a tedy i usedlost koupila Nadace rodiny Vlčkových, financovaná ředitelem společnosti Avast Software Ondřejem Vlčkem a jeho manželkou Katarínou Vlčkovou, která je lékařkou mobilního hospice Cesta domů.
Cílem manželů Vlčkových je usedlost, která se nachází v havarijním stavu, rekonstruovat a přeměnit na dětský hospic a paliativní středisko. Místo je pro takový projekt vhodné i díky blízkosti nemocnice Motol a svému okolí, kde může docházet k přirozenému setkávání vážně nemocných dětí a veřejnosti. V areálu usedlosti má dále vzniknout komunitní a vzdělávací centrum s kavárnou. Na jaře 2025 byl zprovozněn první objekt usedlosti Cibulka, kavárna Café Cibulka. Slavnostní otevření se uskutečnilo 29. března.

Nádvoří usedlosti v proměnách času
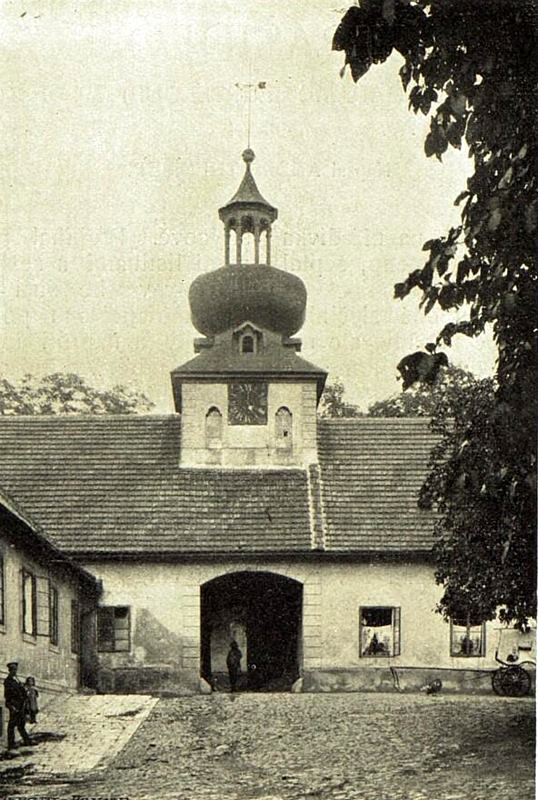
Rok 1905
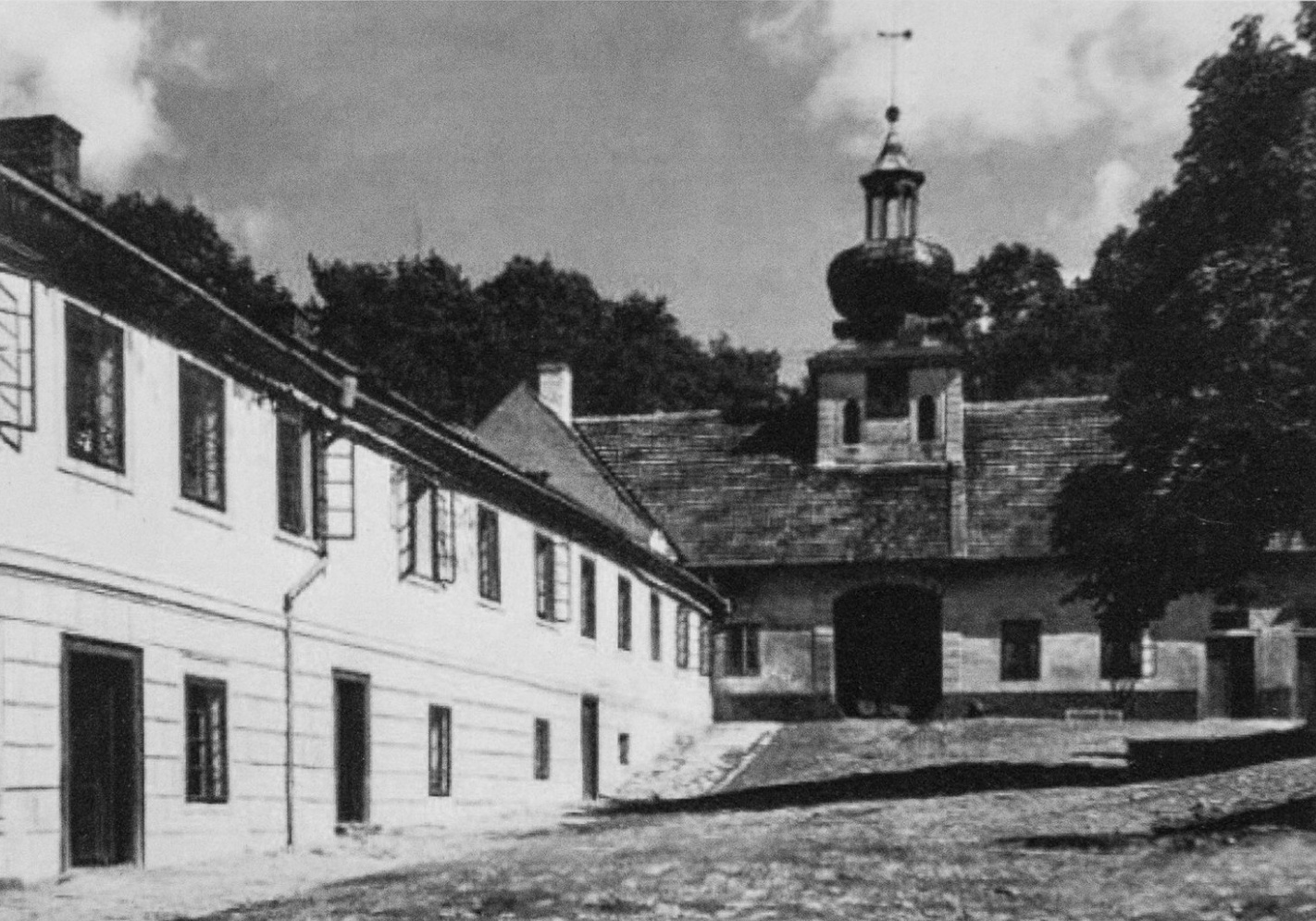
Kolem roku 1920
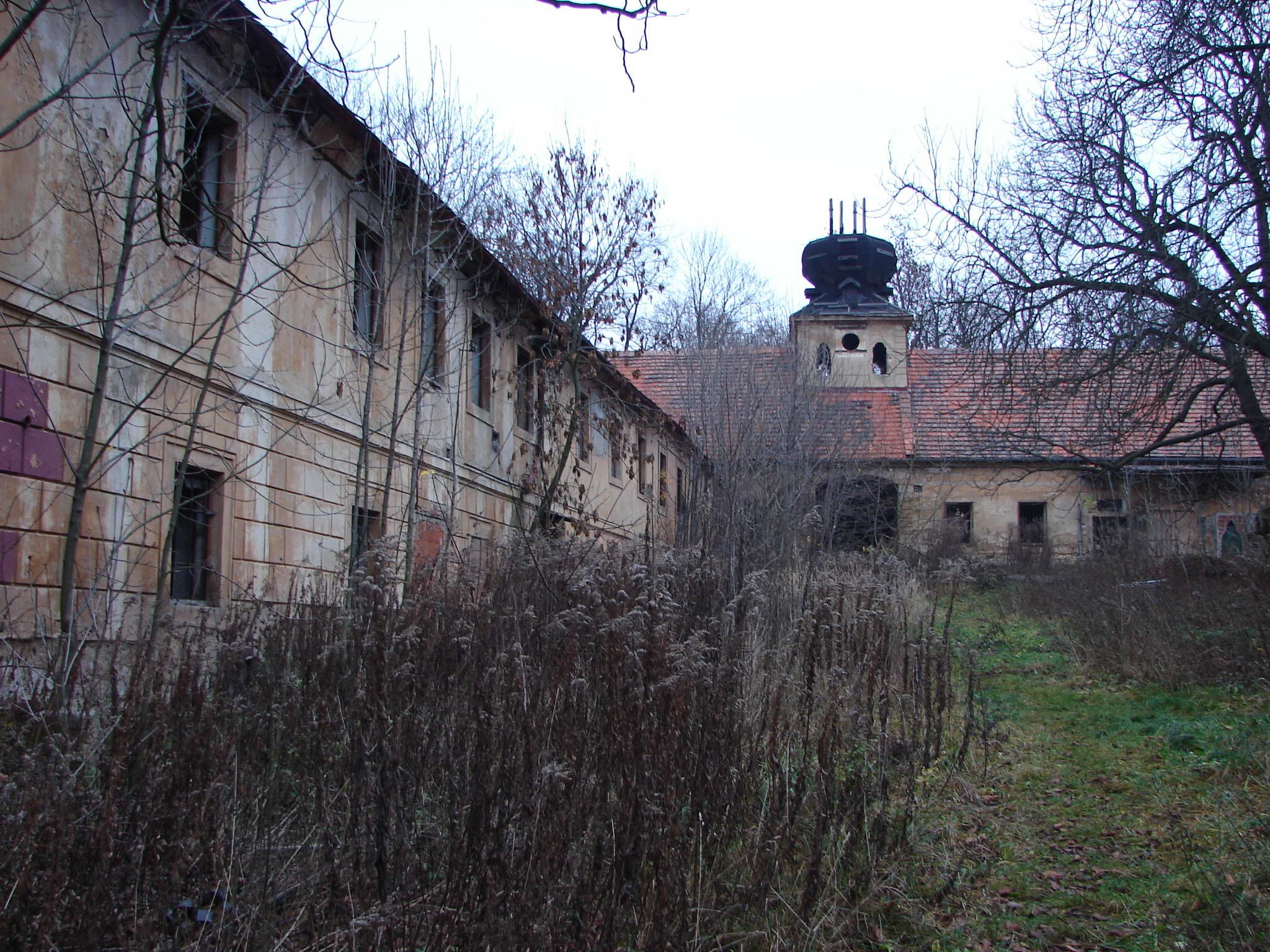
Rok 2007
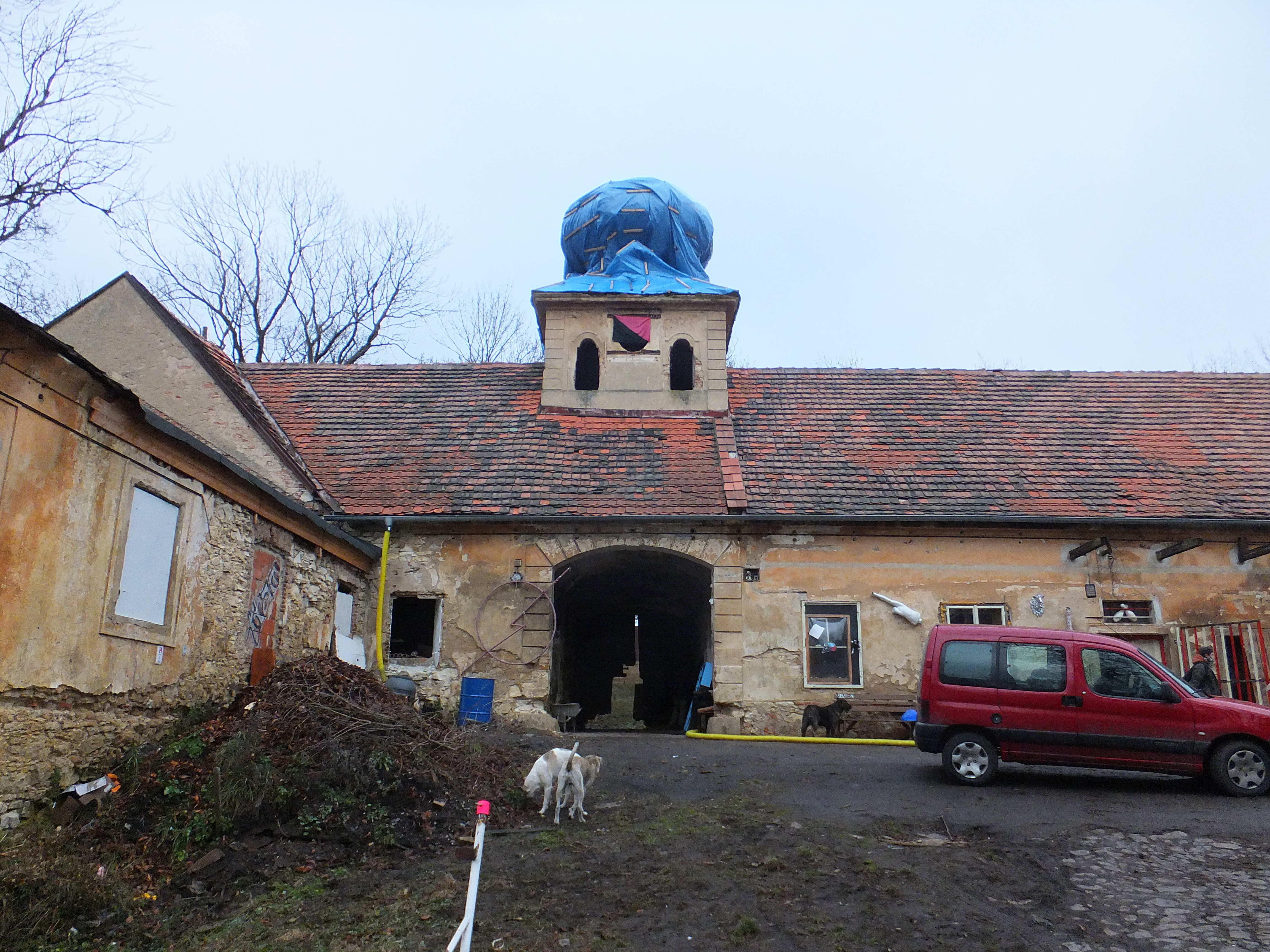
Rok 2014

## Architektonické prvky

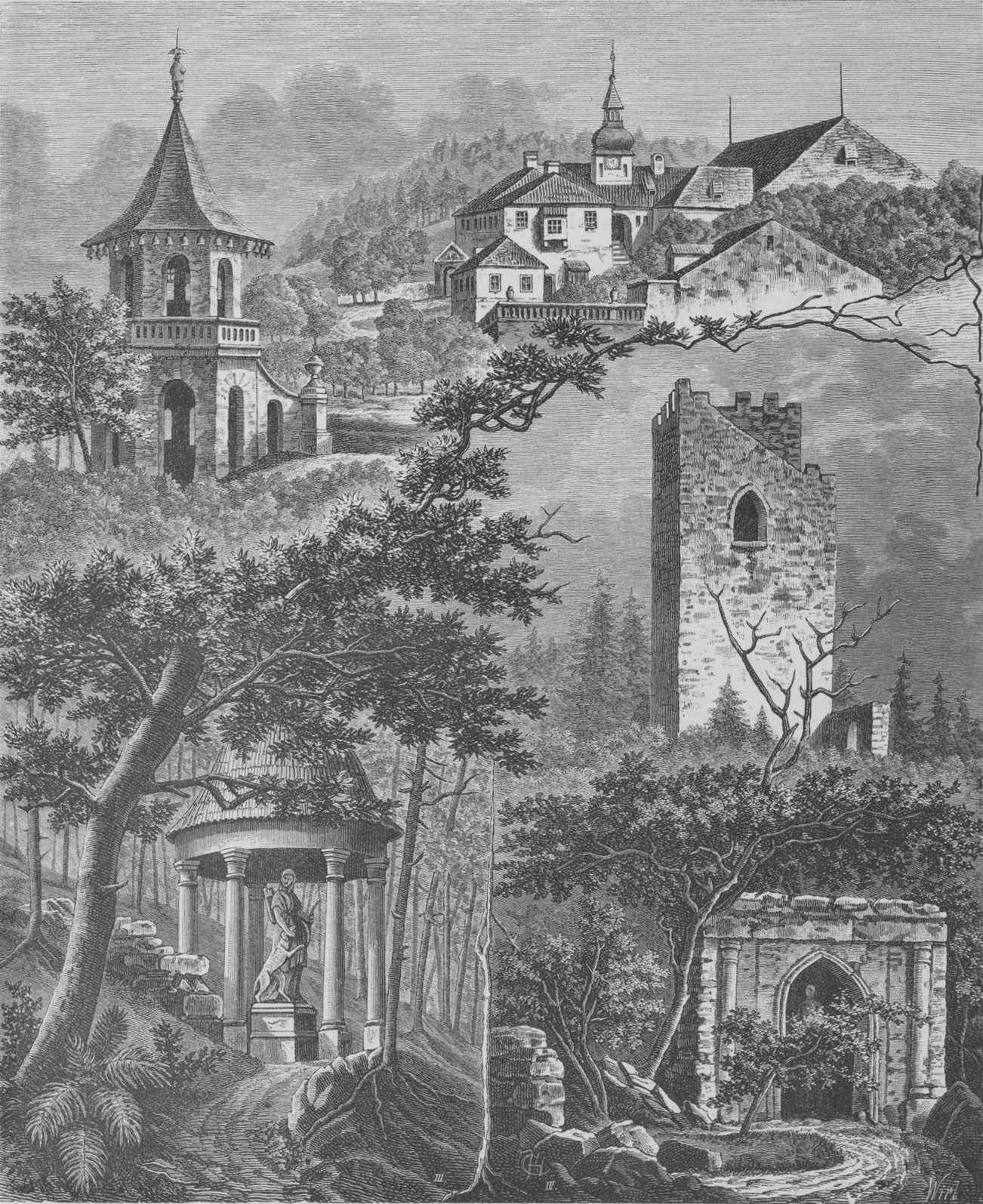
Budovy a architektonické prvky v areálu usedlosti Cibulka na kresbě Františka Gustava Chalupy z roku 1883. Legenda: I. Zámek (vpravo nahoře); II. Čínský pavilon (vlevo nahoře); III. Dianin gloriet (vlevo dole); IV. vyhlídková věž s pavilónkem se sochou Chronose (vpravo dole)

### Čínský pavilon
Čínský pavilon, někdy též Čínský mlýn, je patrová osmiboká budova ve tvaru pagody, nacházející se nedaleko zámečku. Díky částečné revitalizaci parku dnes znovu plní funkci vyhlídkové věže. Postavena byla v roce 1822. Obě patra byla chráněna dvoukřídlými dveřmi a zelenými žaluziemi. Uvnitř se pak nacházely kabinety vybavené zrcadly a lustry ze skleněných perel. Na ochozu v prvním patře altánku byla umístěna šedě natřená sklápěcí sedátka.
Na vrcholku zkosené střechy stál měděný Číňanek, držící slunečník doplněný o sadu zvonečků, které za větrného počasí zvonily. Tuto roztomilou zvonkohru, stejně jako Aeolovu harfu, která byla zavěšena v koruně nedalekého stromu a vydávala jemné zvuky, dodal Michael Weiss, pražský výrobce hudebních nástrojů. Další, pískovcové sochy nacházející se vedle schodů v prvním patře, byly opět inspirovány čínskými motivy – jednalo se o ženskou a mužskou postavu. Do dnešních dnů se také nedochovaly.
Stejně jako většina památek areálu Cibulka, dochovaných do dnešních dnů, se i Čínský pavilonek nacházel v havarijním stavu. Po roce 1989 zmizel měděný mandarín, v průběhu devadesátých let pak zbytky okenic. Stěny byly pomalovány graffiti, zábradlí v prvním patře také pomalu mizelo. Uvnitř altánku přebývali bezdomovci.
Rozpadající se Čínský altánek byl provizorně oplocen, protože se ochoz v prvním patře začal bortit a ohrožovat tedy bezpečnost návštěvníků parku. Toto opatření bylo však naprosto zbytečné, během několika dnů byl do plotu opět vystříhán vchod. Altánek, stejně jako celý zámeček, není v majetku Prahy 5, proto plán revitalizace parku s jeho opravou původně nepočítal. V roce 2017 se ale vedení městské části podařilo získat pavilon do správy na dobu 20 let (bez nájemného) a dohodnout s pražským magistrátem i financování rekonstrukce.
Čínský pavilon i s detailem na kovového Mandarína na vrcholu je k vidění ve filmové adaptaci Haškovy povídky Můj obchod se psy (1986).

Čínský pavilonek v proměnách času
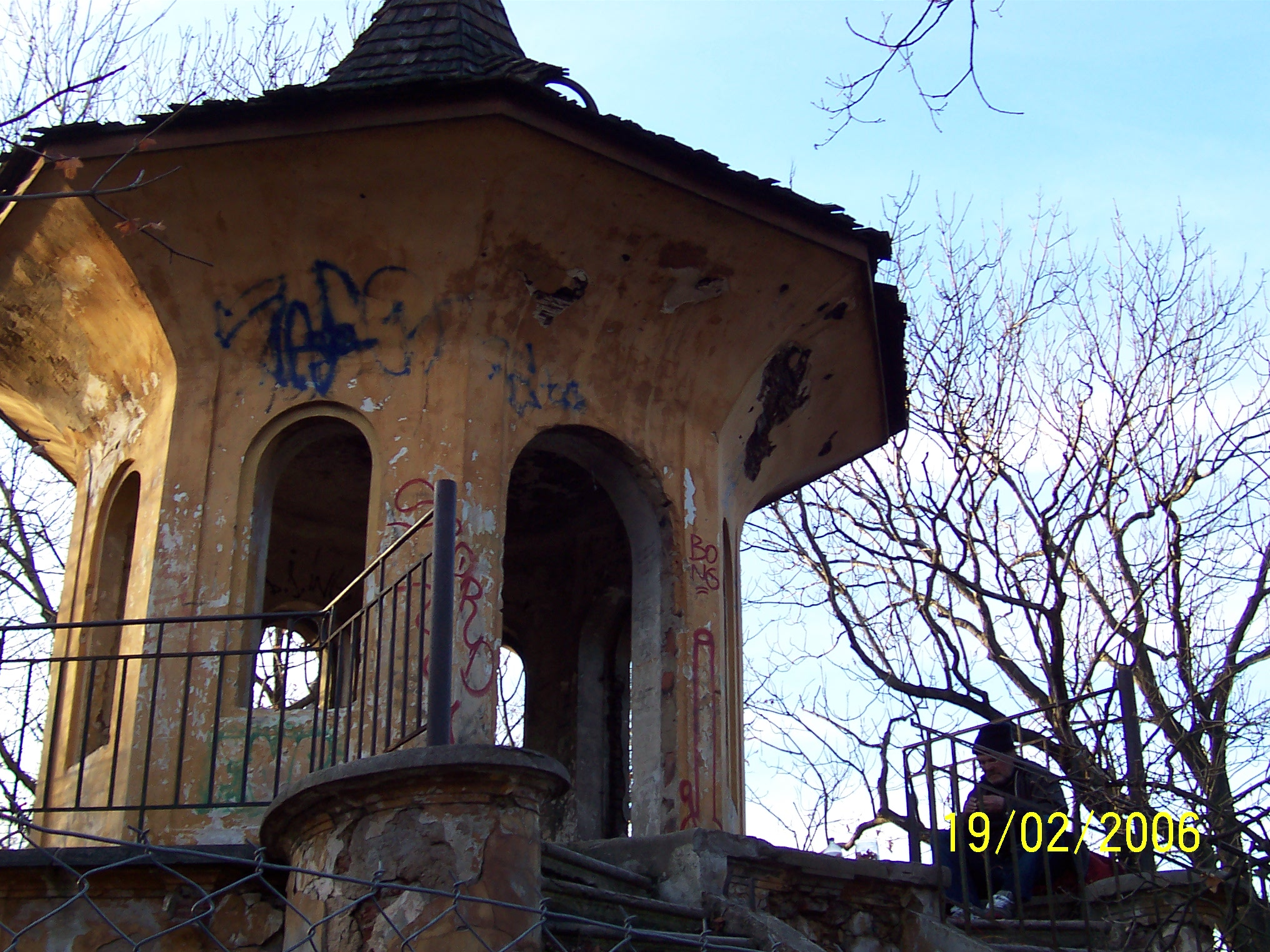
Čínský altánek začátkem roku 2006
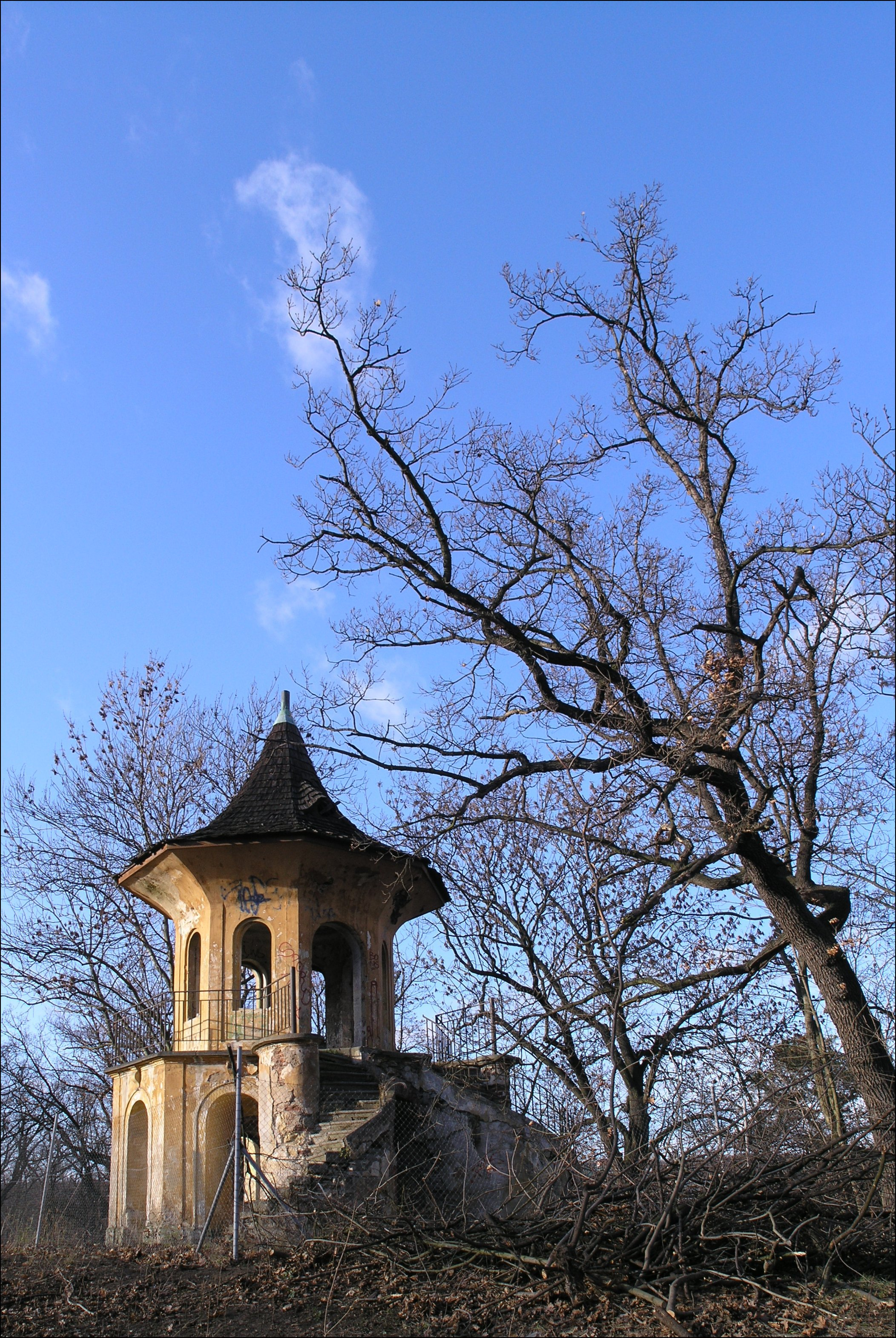
Čínský altánek koncem roku 2006
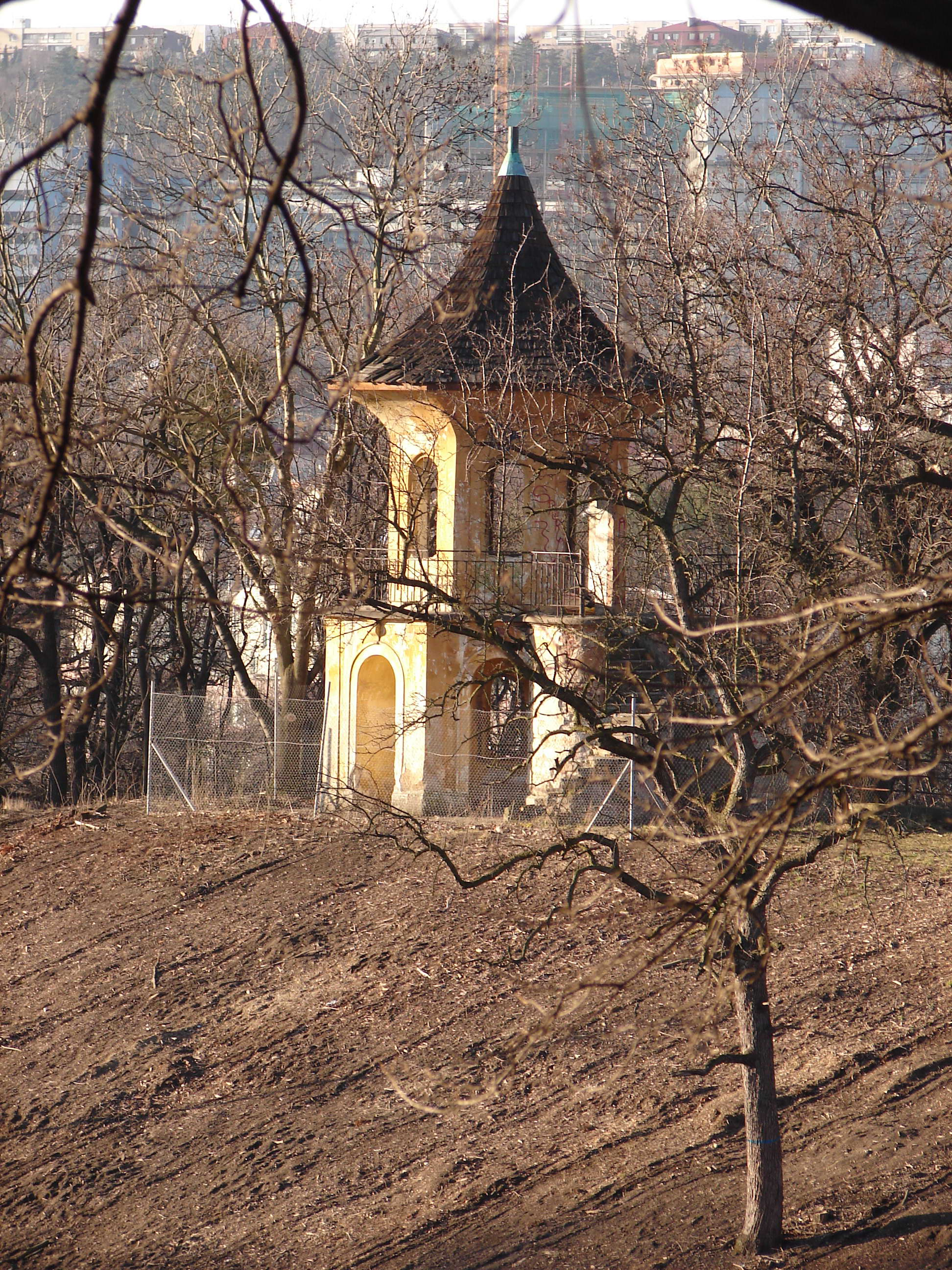
Čínský altánek na počátku roku 2007
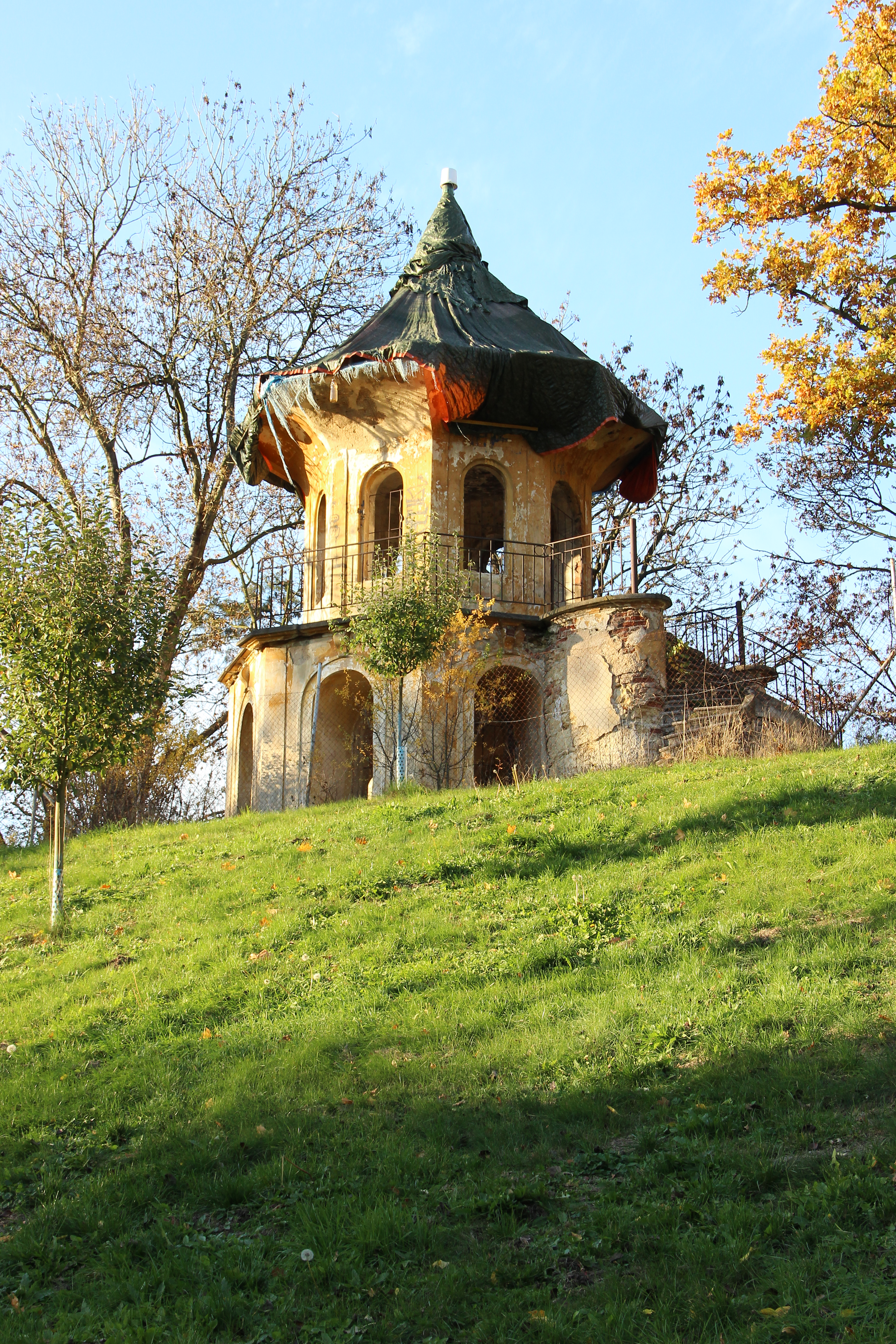
Čínský altánek koncem roku 2013
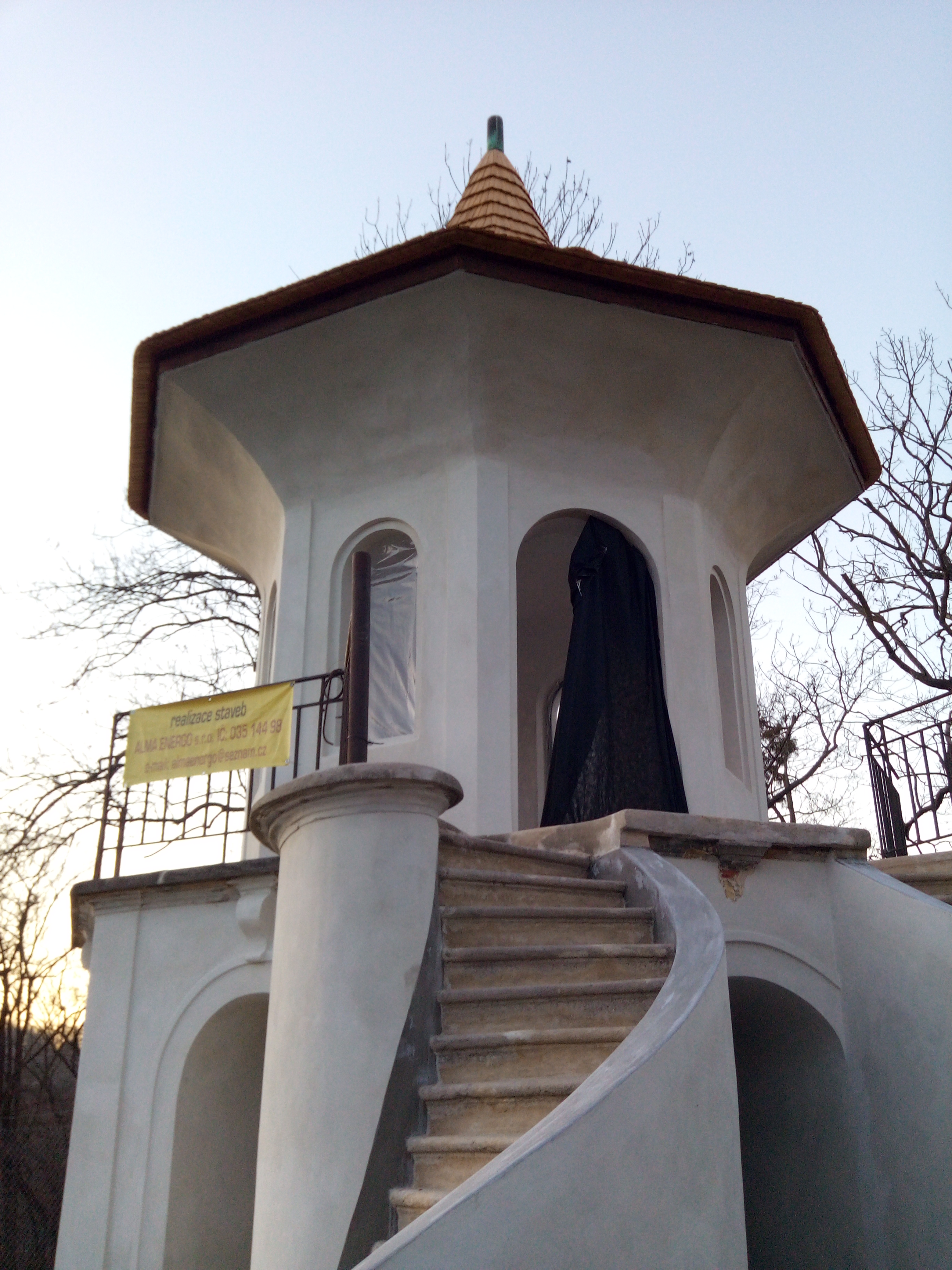
Čínský altánek na počátku roku 2020
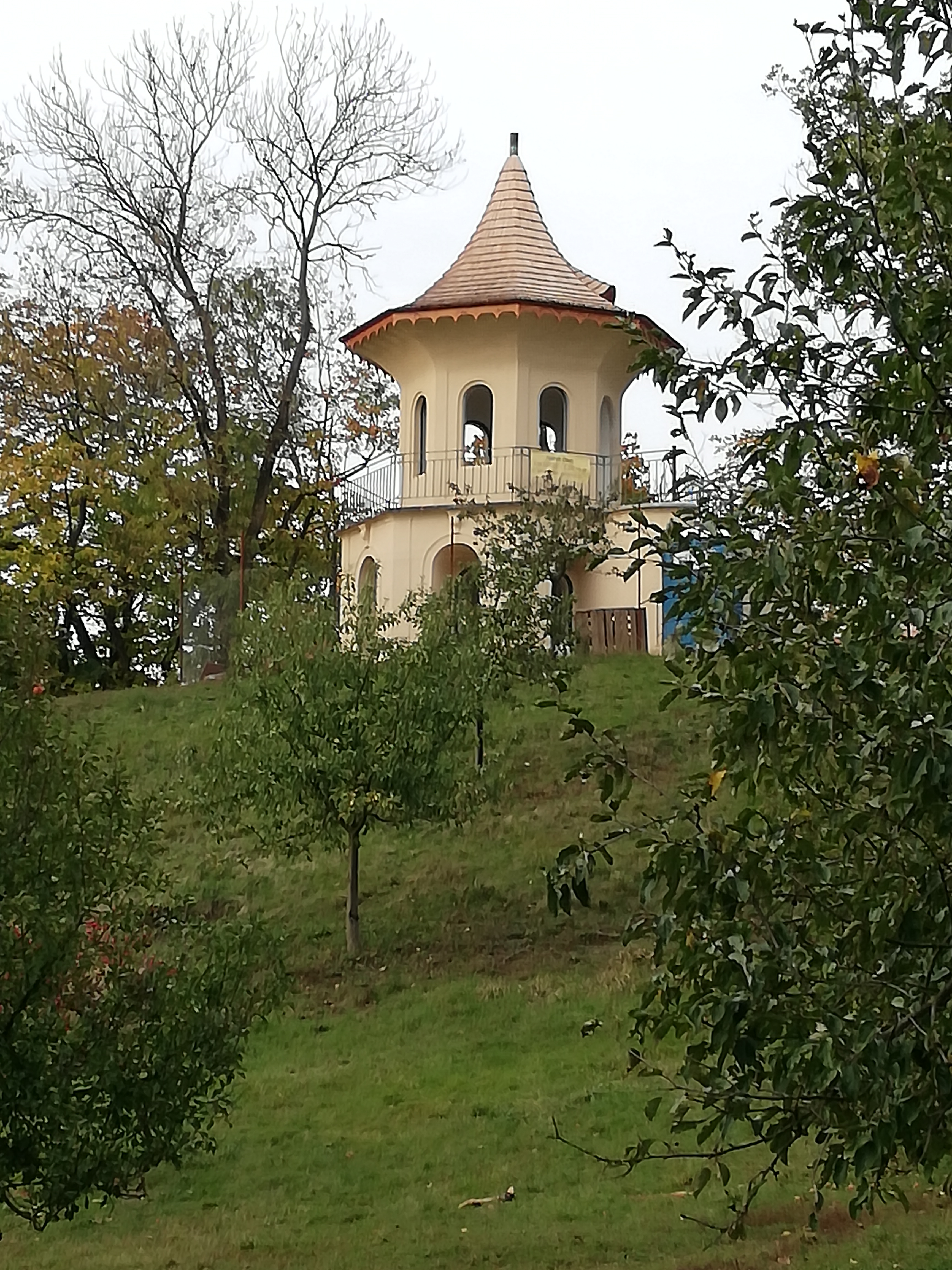
Čínský altánek koncem roku 2020

### Vyhlídková věž se zříceninou

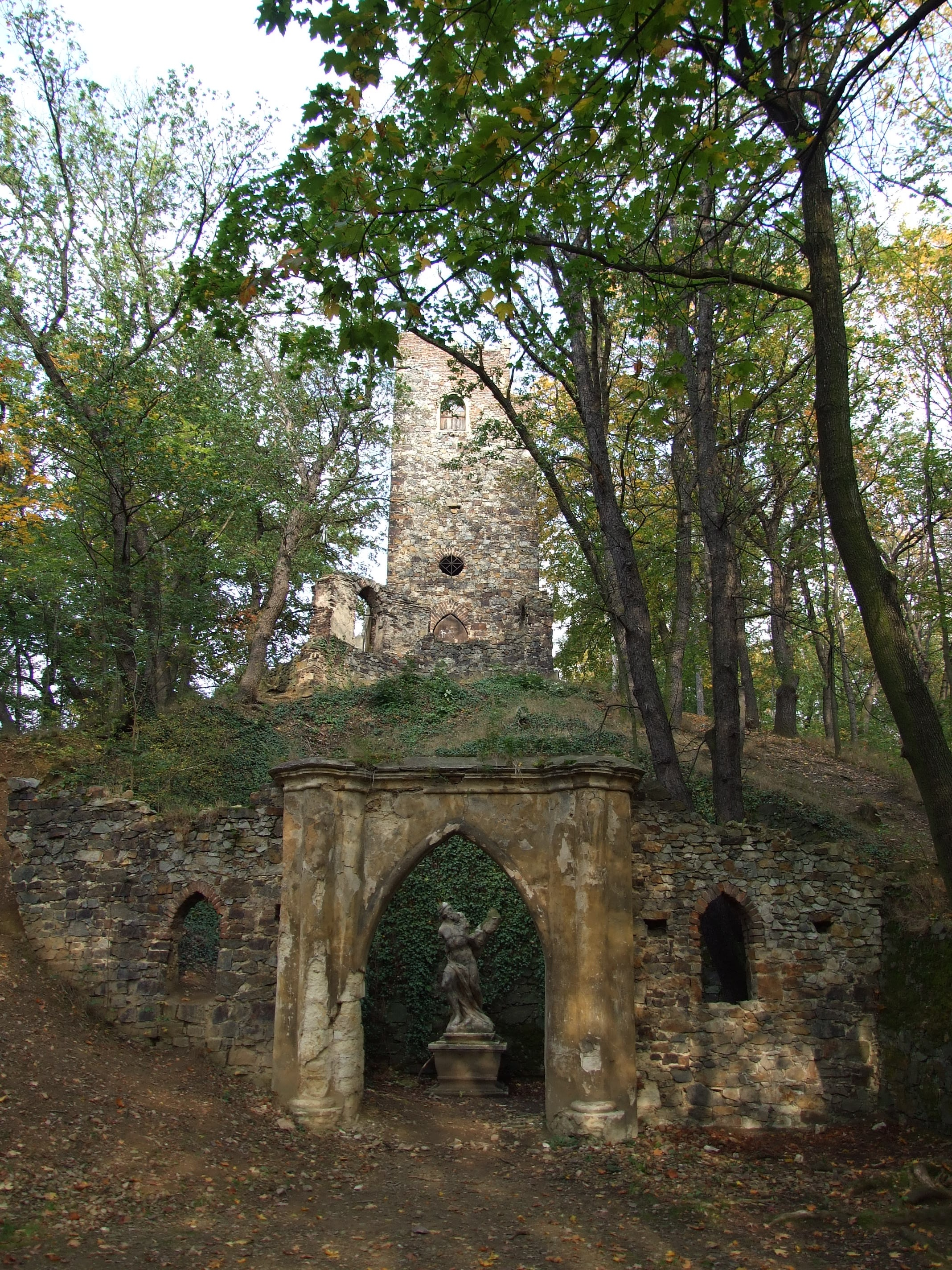
Romantická umělá zřícenina

Zdejší vyhlídková věž je nejstarší na území Prahy. Dnes je, spolu s poustevnou, považována za nejzachovalejší stavbu celého areálu. Jedná se o 13 metrů vysokou kamennou věž čtvercového půdorysu zakončenou cimbuřím. Na vrchol se lze dostat po vnějším schodišti čítajícím 76 schodů. Návštěvníkovi se tak nabídne výhled na celý areál motolské nemocnice. Pohled na střed Prahy je dnes zastíněn nejen vzrostlými stromy, ale i vilovou kolonií Cibulka, vybudovanou v 1. třetině 19. století.
Ve spodní části věže se původně nacházela mechanická loutka rytíře, oděná brněním, která pro pobavení návštěvníků vyvolávala strašidelné zvuky. V době biskupovy smrti nebyla rozhledna pravděpodobně ještě dokončena, což dokazují listiny potvrzující noční hlídání hašeného vápna. Dnes se v prvním patře nachází místnost, která je využívána jako skladiště nářadí pro zimní údržbu parku, vstup do místnosti v druhém patře je kryt kovanými železnými dveřmi. V období komunismu se právě tato místnost stala klubovnou zdejších skautů, což dokazuje malý, dnes zanesený, komín nacházející se v jedné části cimbuří.

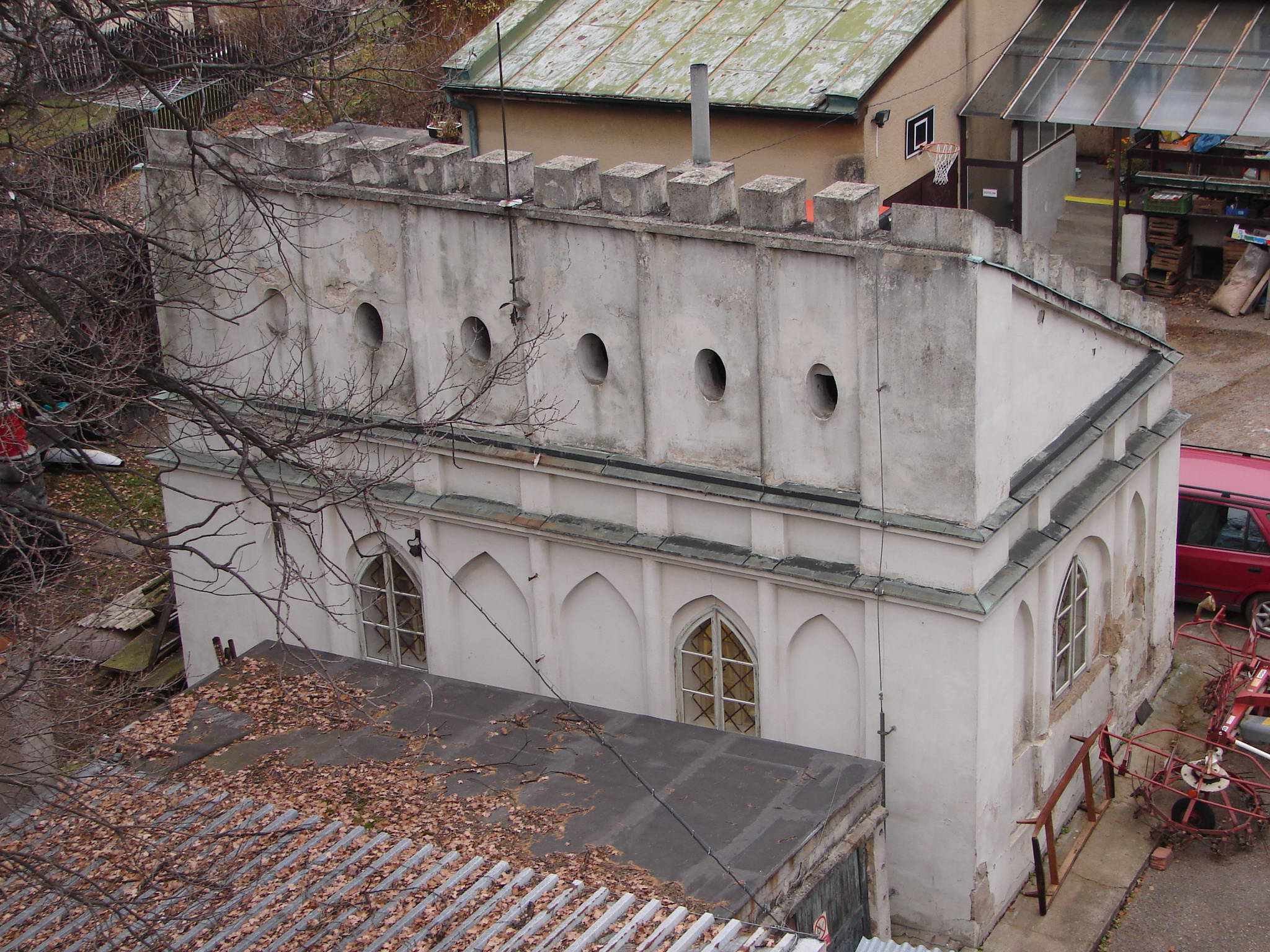
Novogotická hájovna

Na věž přirozeně navazuje přízemní romantická budova hájovny s gotizujícími prvky, štíty a cimbuřím, která spolu se zříceninou vytvářela jednotný estetický celek. Dnes zdejšímu hajnému zdaleka nestačí, proto více méně bezúčelně postává vedle dnes fungující hájovny postavené ve 20. století.
Pod rozhlednou jsou terasovitě umístěné zbytky rádoby gotických zdí porostlé břečťanem, známé jako Dantovo peklo. Pod nimi je schovaná socha lidově zvaná Škrtič, která je, stejně jako většina sochařských děl nacházejících se v areálu, v dezolátním stavu.

### Poustevna
Mezi další romantické prvky areálu Cibulka bezesporu patří i poustevna. Jedná se o kamennou stavbičku nacházející se poměrně daleko od usedlosti, která je spolu s umělou zříceninou považována za nejzachovalejší část parku. Byla vytvořena jako přesná kopie stavby nacházející se v saském Meiningenu. Na rozdíl od romantických představ sloužila ta zdejší pouze jako atrakce pro návštěvníky parku.
Obyvateli poustevny se staly dvě dřevěné postavičky, které pocházely z dílny Václava Nedomy. Stejně jako rytíř v umělé zřícenině byly i tyto loutky mechanické. Víme, že se po sešlápnutí prahu daly do pohybu. Jaké pohyby však vykonávaly, to dnes již přesně není známo. Podle některých dochovaných zdrojů první, stojící postava, udělovala poslední pomazání druhé, která odevzdaně ležela na slaměném lůžku. Podle jiné verze stojící postava pokynula návštěvníkovi, zatímco ležící dál nerušeně pročítala Bibli.

## Sochy a architektonická plastika

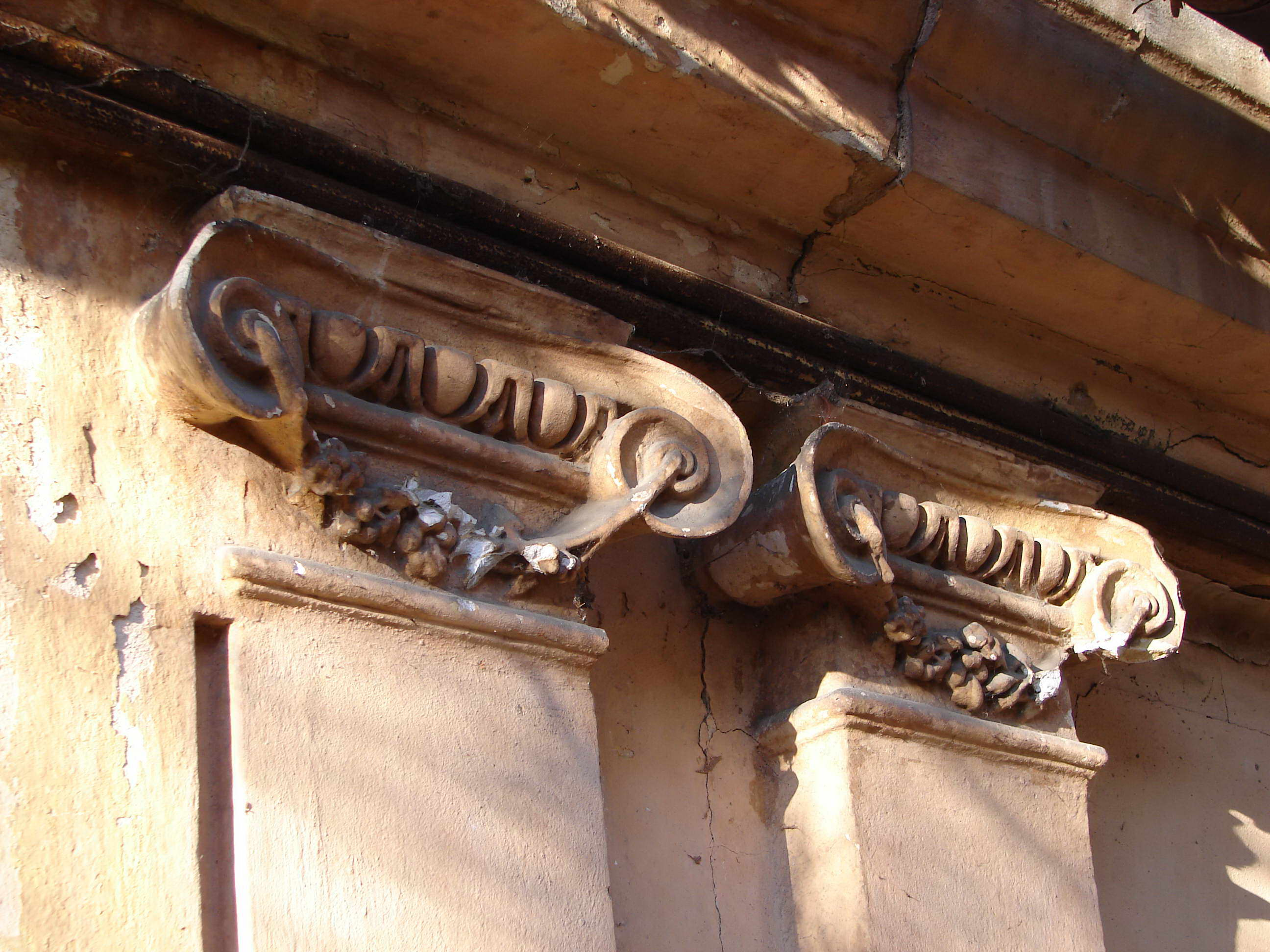
Zbytky původního štuku

Leopold Leonhard Thun-Hohenstein při tvorbě stavebně-krajinného celku spolupracoval nejen s předními architekty, ale i známými pražskými sochaři dvou generací. Mezi nejvýznamnější osobnosti, které se na výtvarném projektu či realizaci areálu Cibulky podílely, lze zařadit například malíře Josefa Berglera, ředitele pražské malířské Akademie, sochaře Václava Prachnera, Václava Nedomu nebo Josefa Malínského. Na biskupovu objednávku tito umělci a další kameníci v průběhu let 1817–1828 dodávali na Cibulku řadu uměleckých děl, zejména do exteriéru sochy tesané z pískovce a dřevěné doplňky, dále zahradní plastiku, zídky, schody a zábradlí. Mnohé z nich se nedochovaly, ani nebyly zdokumentovány.
Vzhled většiny nedochovaných dřevěných artefaktů neznáme. Jednalo se především o dřevěné loutky, často mechanické, které měly za úkol pobavit zvědavého návštěvníka, toho nepozorného pak spíš vylekat.
Právě mezi tato dílka, kterými se dnes již nikdo nepotěší, patřil například dřevěný rys ostrovid, sedící ukrytý ve větvích stromu, sousoší věštce Láokóonta a jeho synů, kamenný pes Kerberos, jehož autorem byl Václav Nedoma, nebo velké orientální sochy čtyř Číňanů od neznámého autora, umístěné na půlkruhové terase v biskupových soukromých zahradách, zachované na několika dobových fotografiích.

### Sochy ve sbírkách galerie
Některá sochařská díla byla z exteriéru po roce 1960 převezena do depozitáře Galerie hl. m. Prahy, a to socha mandarína z Čínského pavilonu, socha Ženy a socha Zahradníka ze slepého okna zahradnického domku a kartuše s erbem Leopolda Leonharda Thun-Hohensteina, která byla doplněna atributy biskupových církevních hodností, tesanými na klasicistním štítu jižní vstupní brány.
Ze jmenovaných plastik pouze polofigura Zahradníka, dílo sochaře Václava Nedomy z roku 1819, byla zařazena do stálé expozice Lapidária Národního muzea v Praze na Výstavišti, kde je vystaveno dodnes. Také sochy čtyř Číňanů jsou umístěny v archivu Galerie hlavního města Prahy.
Dnešní návštěvník Cibulky může obdivovat většinu dalších soch. Hned u příjezdové cesty do areálu jej uvítá kamenná socha svatého Jana Nepomuckého, jediného díla s církevní tematikou v celém areálu. Pod vyhlídkovou věží se nachází socha Škrtiče, o kus dál, nad opraveným rybníčkem, socha bohyně lovu Diany a v severní části parku, takzvané „Tajné“ zahrádce, pak Toskánský sloup, zbudovaný na památku návštěvy císaře Františka I.

### Svatý Jan Nepomucký

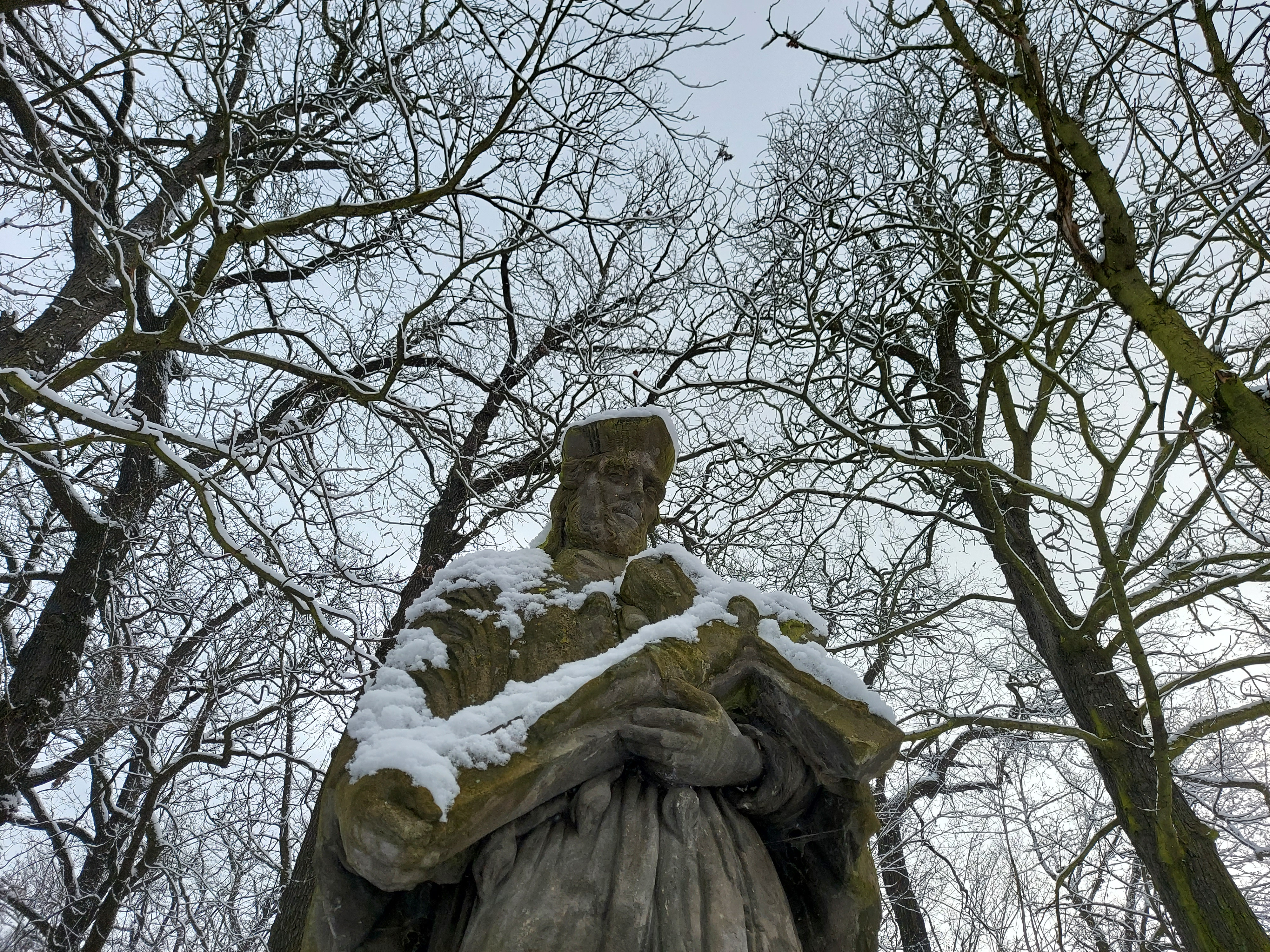
Josef Malínský, socha sv. Jana Nepomuckého

Socha svatého Jana Nepomuckého je dílem Josefa Malínského. Na Cibulku byla instalována roku 1822 a dnes představuje jediné dílo v celém areálu, které je inspirováno církevní tematikou. Samotná socha na podstavci obsahuje erb Leopolda Leonharda Thun-Hohensteina, což, vzhledem k tomu, že je situována u vjezdu do areálu, není příliš překvapivé. Po stranách jsou pak vyobrazeny události související se svržením svatého Jana Nepomuckého z mostu. Zajímavostí je, že naprosto stejné jsou i reliéfy sochy Jana Nepomuckého na Karlově mostě, která je dílem Jana Brokoffa z roku 1683 a která se stala závazným ikonografickým vzorem, podle něhož vznikaly a vznikají další plastiky u nás i v cizině.
Po stranách sochy se nacházejí kamenná modlitební klekátka, která dokazují neuvěřitelnou preciznost autorovy tvorby. Celé zákoutí je obklopeno kamennými točitými schůdky, které navazují na důmyslný systém cestiček a kamenných teras, které vedly od zmíněné sochy až k Čínskému pavilonu. Dnes jsou tyto schůdky a terásky, které sekundárně sloužily také ke zpevnění celého příkrého svahu, zarostlé a jejich romantické klikatění již téměř není vidět.

## Vodní prvky
V areálu se nachází celá řada vodních dílek, jakým je například jezírko v jižní části, z nichž většina se v roce 2006 dočkala zasloužené opravy. Břehy jezírka Pod Dianou byly sešikmeny, takže celek lépe zapadá do okolní krajiny, odtok navíc překlenul nový mostek s dřevěným zábradlím. Rovněž byl obnoven průhled přes jezírko k soše Diany. Také propustky pod parkovými cestami byly opraveny tak, aby v maximální možné míře respektovaly okolní prostředí.

## Galerie

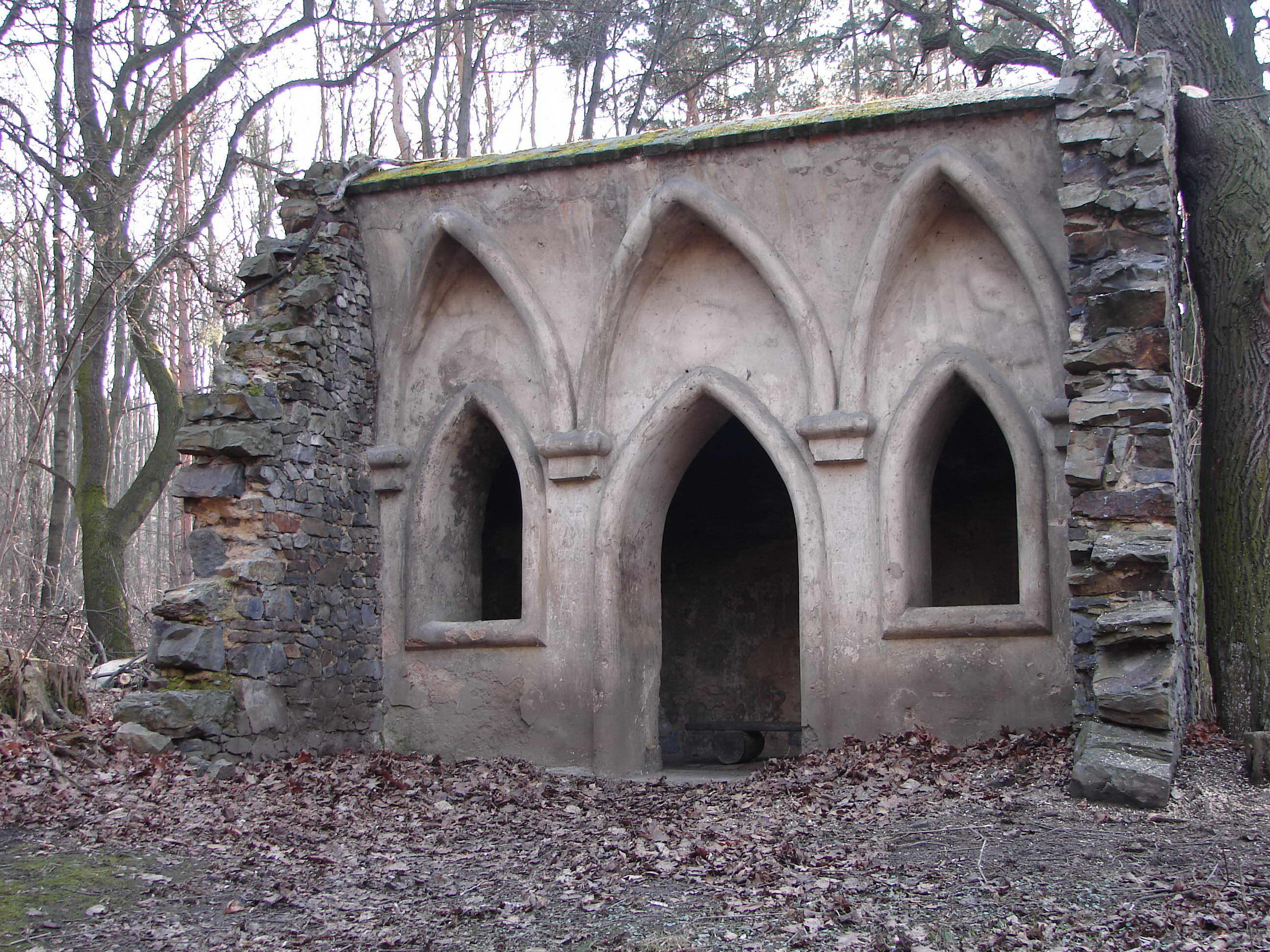
Jedna z nejzachovalejších stavbiček areálu – Poustevna
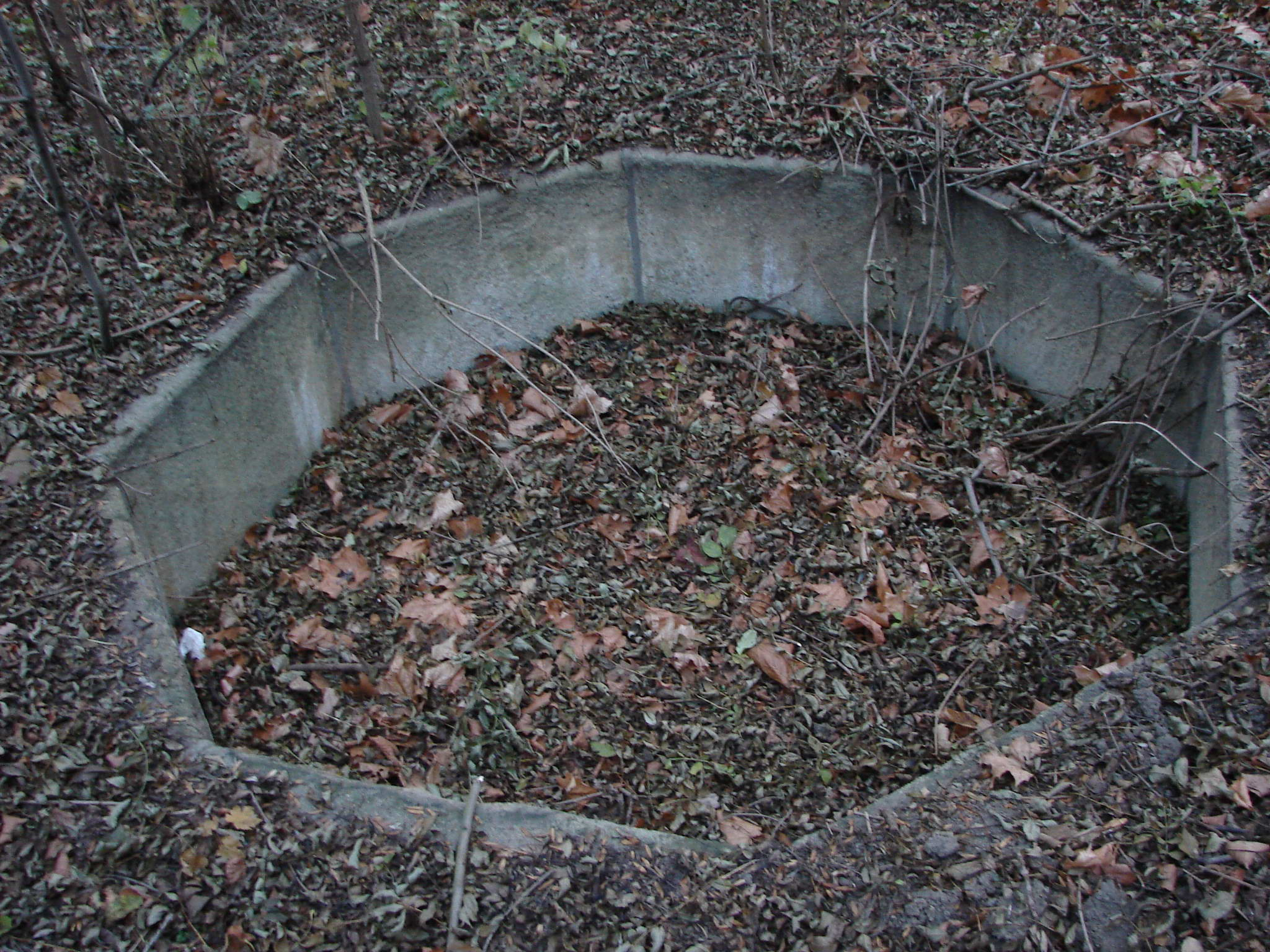
Jezírko v „Tajné“ zahrádce
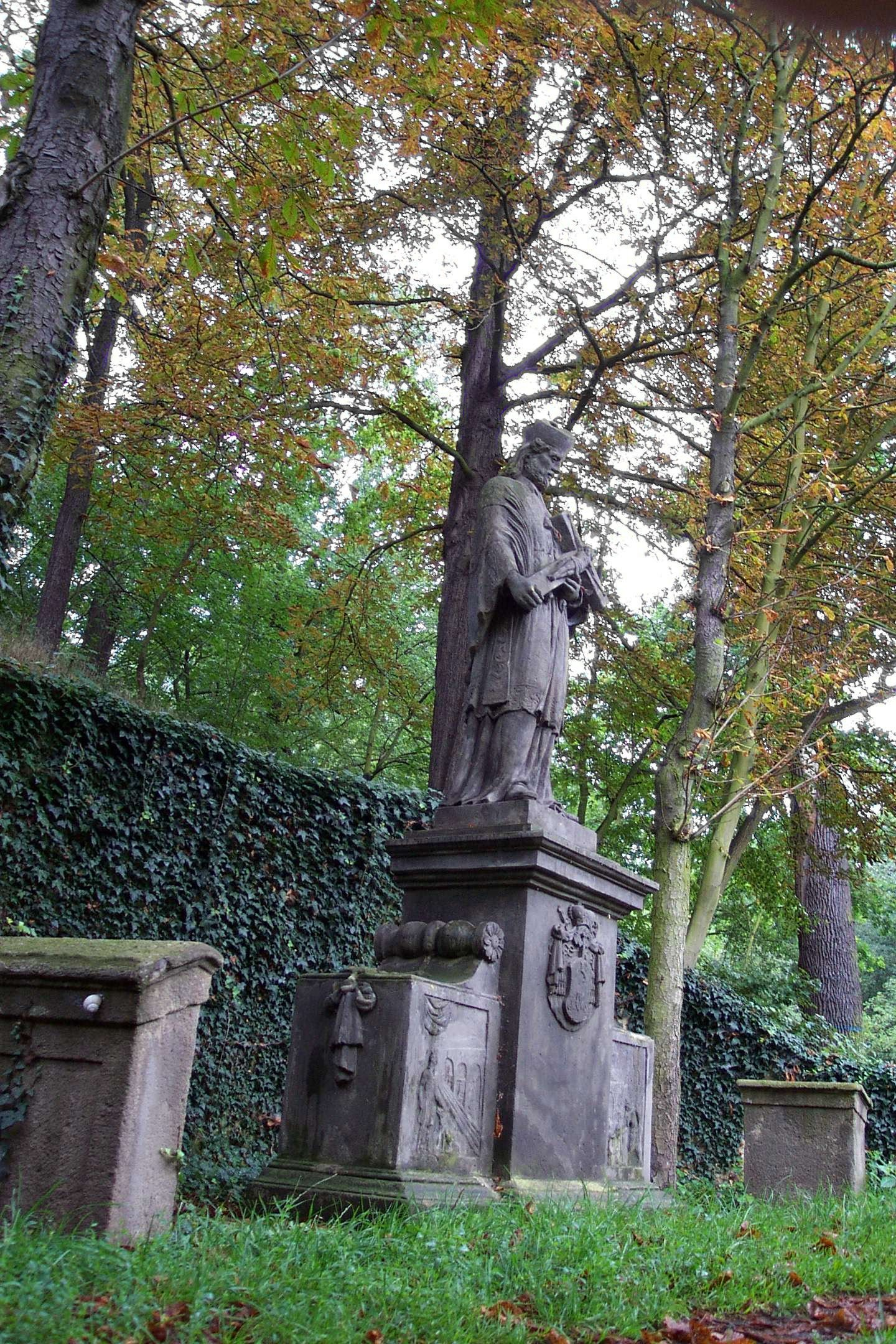
Dílo Josefa Malínského
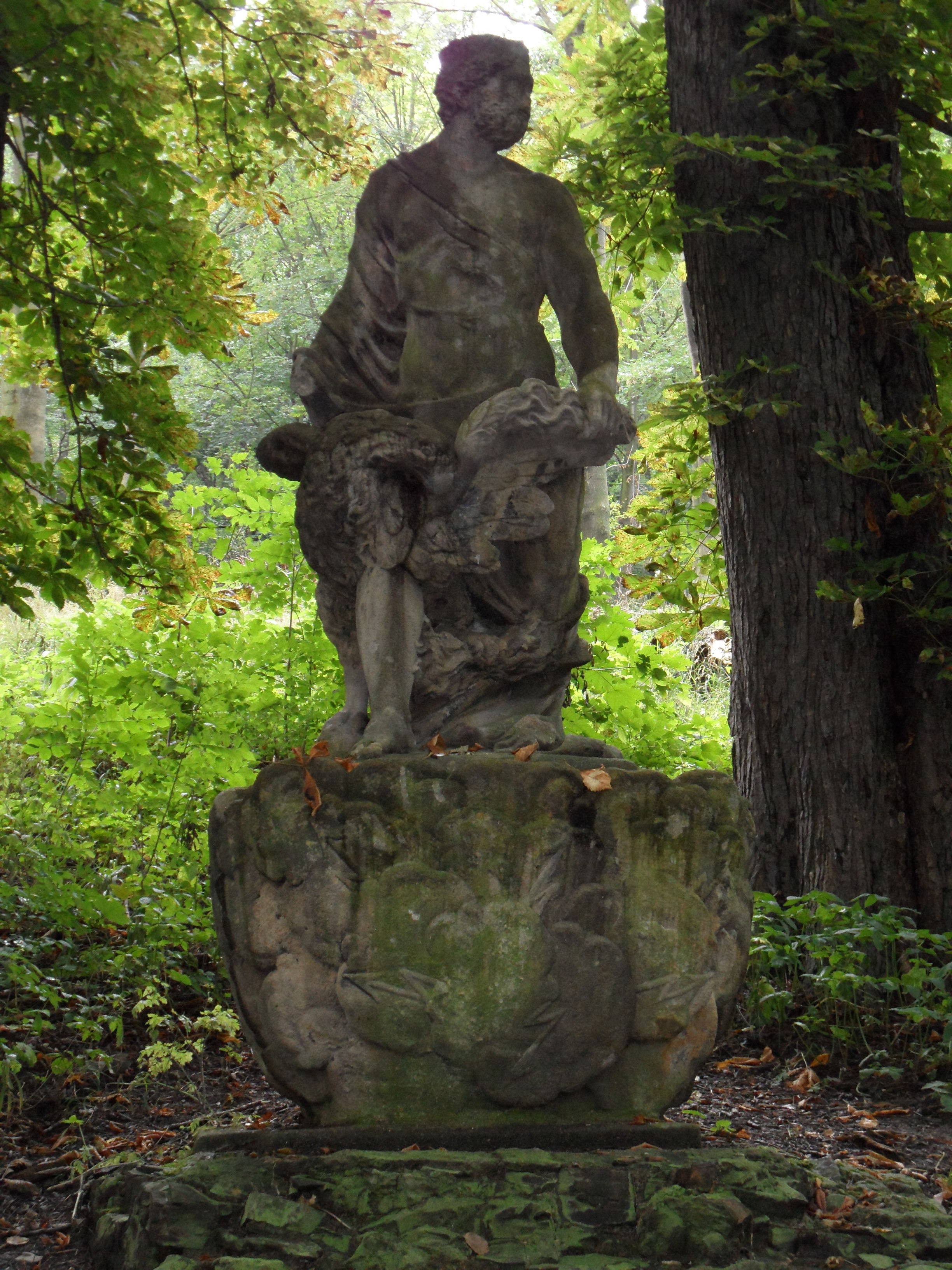
Socha Jupitera v zeleni parku